# Systematyka grzybów według „Systema Naturae 2000”

## Klasyfikacja systematyczna według"Systema Naturae 2000"(2007)
Według klasyfikacji Systema Naturae 2000, królestwo grzybów (Fungi T.L. Jahn & F.F. Jahn ex R.T. Moore) zawiera:
- podkrólestwo Dikarya D.S. Hibbett et al. zawiera:
  - gromada Ascomycota H.C. Bold ex T. Cavalier-Smith 
    - podgromada Pezizomycotina O.E. Eriksson & K. Winka 
      - klasa Arthoniomycetes O.E. Eriksson & K. Winka 
        - rząd Arthoniales Henssen & Jahns ex D. Hawksw. & O.E. Eriksson 
          - rodzina Arthoniaceae Reichenb. ex Reichenb. zawierająca rodzaje: Amazonomyces, Arthonia, Arthothelium, Coniarthonia, Cryptothecia, Eremothecella, Paradoxomyces, Sagenidiopsis, Sporostigma, Stirtonia oraz prawdopodobnie rodzaj Gymnographoidea;
          - rodzina Chrysotrichaceae Zahlbr. zawierająca rodzaje: Byssocaulon, Chrysothrix;
          - rodzina Melaspileaceae W. Watson (prawdopodobnie) zawierająca rodzaj Melaspilea, oraz prawdopodobnie rodzaj Encephalographa;
          - rodzina Roccellaceae Chevall. zawierająca rodzaje: Ancistrosporella, Bactrospora, Camanchaca, Chiodecton, Combea, Cresponea, Darbishirella, Dendrographa, Dichosporidium, Dictyographa, Diplogramma, Dirina, Dirinastrum, Dolichocarpus, Enterodictyon, Enterographa, Erythrodecton, Feigeana, Follmanniella, Gorgadesia, Graphidastra, Haplodina, Hubbsia, Ingaderia, Lecanactis, Lecanographa, Mazosia, Minksia, Opegrapha, Pentagenella, Plectocarpon, Reinkella, Roccella, Roccellaria, Roccellina, Roccellographa, Sagenidium, Schismatomma, Schizopelte, Sclerophyton, Sigridea, Simonyella, Streimannia, Syncesia, oraz prawdopodobnie: Halographis, Pseudolecanactis, Roccellodea;
          - rodzaje: Arthophacopsis, Catarraphia, Llimonaea, Nipholepis, Perigrapha, Pulvinodecton, Sipmania, Synarthonia, Tania, Trichophyma, Tylophorella, Wegea oraz prawdopodobnie rodzaje: Hormosphaeria, Tarbertia;

      - klasa Dothideomycetes O.E. Eriksson & K. Winka 
        - podklasa Dothideomycetidae P.M. Kirk et al. ex C.L. Schoch et al. 
          - rząd Capnodiales Woron. 
            - rodzina Antennulariellaceae Woron. zawierająca rodzaje: Achaetobotrys, Antennulariella;
            - rodzina Capnodiaceae (Sacc.) Höhn. ex Theiss. zawierająca rodzaje: Capnodaria, Capnodium, Phragmocapnias, Scorias oraz prawdopodobnie rodzaje: Aithaloderma, Anopeltis, Callebaea, Capnophaeum, Ceramoclasteropsis, Echinothecium, Hyaloscolecostroma, Polychaeton, Scoriadopsis;
            - rodzina Coccodiniaceae Höhn. ex O.E. Erikss. zawierająca rodzaje: Coccodinium, Dennisiella, Limacinula;
            - rodzina Metacapnodiaceae S.J. Hughes & Corlett zawierająca rodzaj Metacapnodium;
            - rodzina Mycosphaerellaceae Lindau zawierająca rodzaje: Achorodothis, Cymadothea, Euryachora, Gillotia, Melanodothis, Mycosphaerella, Sphaerellothecium, Sphaerulina, Stigmidium, Wernerella oraz prawdopodobnie rodzaj Placocrea;

          - rząd Dothideales Lindau 
            - rodzina Dothideaceae Chevall. zawierająca rodzaje: Dictyodothis, Dothidea, Hyalocrea, Mycoporis, Omphalospora, Pachysacca, Scirrhia, Stylodothis oraz prawdopodobnie rodzaje: Auerswaldia, Bagnisiella, Coccostromella, Phyllachorella, Vestergrenia;
            - rodzina Dothioraceae Theiss. & H. Syd. zawierająca rodzaje: Delphinella, Dothiora, Endodothiora, Plowrightia, Saccothecium, Sydowia, Yoshinagaia oraz prawdopodobnie rodzaje: Botryochora, Jaffuela;

          - rząd Myriangiales Starbäck 
            - rodzina Elsinoaceae Höhn. ex Sacc. & Trotter zawierająca rodzaje: Beelia, Butleria, Elsinoë, Hemimyriangium, Hyalotheles, Micularia, Molleriella, Saccardinula, Stephanotheca, Xenodium;
            - rodzina Myriangiaceae Nyl. zawierająca rodzaje: Diplotheca, Myriangium oraz prawdopodobnie rodzaje: Anhellia, Eurytheca;

        - podklasa Pleosporomycetidae C.L. Schoch et al.
        - rząd Botryosphaeriales C.L. Schoch et al. 
          - rodzina Botryosphaeriaceae Theiss. & H. Syd. zawierająca rodzaje: Auerswaldiella, Botryosphaeria, Dothidotthia, Leptoguignardia, Sivanesania oraz prawdopodobnie rodzaj Amarenomyces;
          - rodzaj Guignardia;

        - rząd Hysteriales G. Lindau 
          - rodzina Hysteriaceae Chevall. zawierająca rodzaje: Actidiographium, Farlowiella, Gloniella, Gloniopsis, Glonium, Hysterium, Hysterocarina, Hysterographium oraz prawdopodobnie rodzaje: Hysteroglonium, Hysteropatella, Pseudoscypha;

        - rząd Jahnulales K.-L. Pang et al. 
          - rodzina Aliquandostipitaceae Inderbitzin zawierająca rodzaje: Aliquandostipite, Jahnula, Patescospora;

        - rząd Patellariales D. Hawksw. & O.E. Eriksson 
          - rodzina Patellariaceae Corda zawierająca rodzaje: Baggea, Banhegyia, Holmiella, Lecanidiella, Lirellodisca, Murangium, Patellaria, Poetschia, Rhizodiscina, Rhytidhysteron, Schrakia, Stratisporella, Tryblidaria;

        - rodzina Acrospermaceae Fuckel zawierająca rodzaje: Acrospermum, Oomyces;
        - rodzina Argynnaceae Shearer zawierająca rodzaje: Argynna, Lepidopterella;
        - rodzina Arthopyreniaceae W. Watson zawierająca rodzaje: Athrismidium, Arthopyrenia, Mycomicrothelia;
        - rodzina Ascoporiaceae Kutorga & D. Hawksw. zawierająca rodzaj Pseudosolidum;
        - rodzina Asterinaceae Hansf. zawierająca rodzaje: Asterodothis, Asterolibertia, Asterotexis, Batistinula, Cirsosia, Dothidasteromella, Echidnodella, Echidnodes, Eupelte, Halbania, Lembosia, Leveillella, Macowaniella, Meliolaster, Neostomella, Parasterinella, Parasterinopsis, Placoasterella, Placosoma, Prillieuxina, Symphaster, Thyriopsis, Trichamelia, Trichasterina, Uleothyrium, Viegasia, Yamamotoa oraz prawdopodobnie rodzaje: Aulographina, Lembosina, Lembosiopsis, Morenoina, Petrakina, Placoasterina;
        - rodzina Aulographaceae Luttr. ex P.M. Kirk et al. zawierająca rodzaje: Aulographum, Polyclypeolina;
        - rodzina Coccoideaceae P. Henn. ex Sacc. & D. Sacc. zawierająca rodzaj Coccoidea oraz prawdopodobnie rodzaj Coccoidella;
        - rodzina Cookellaceae Höhn. ex Sacc. & Trotter zawierająca rodzaje: Cookella, Pycnoderma, Uleomyces;
        - rodzina Corynesporascaceae Sivan. zawierająca rodzaj Corynesporasca;
        - rodzina Cucurbitariaceae G. Winter zawierająca rodzaje: Cucurbitaria, Curreya, Syncarpella oraz prawdopodobnie rodzaj Rhytidiella;
        - rodzina Dacampiaceae Körb. zawierająca rodzaje: Clypeococcum, Dacampia, Eopyrenula, Kalaallia, Leptocucurthis, Munkovalsaria, Polycoccum, Pyrenidium, Weddellomyces oraz prawdopodobnie rodzaje: Aaosphaeria, Cocciscia;
        - rodzina Diademaceae Shoemaker & C.E. Babcock zawierająca rodzaje: Clathrospora, Comoclathris, Diadema, Diademosa, Graphyllium;
        - rodzina Didymosphaeriaceae Munk zawierająca rodzaje: Appendispora, Didymosphaeria, Phaeodothis, Roussoëlla, Verruculina;
        - rodzina Englerulaceae P. Henn. zawierająca rodzaje: Englerula, Goosia, Parenglerula, Rhizotexis, Rhytidenglerula, Schiffnerula, Thrauste;
        - rodzina Eremomycetaceae Malloch & Cain zawierająca rodzaje: Eremomyces, Rhexothecium;
        - rodzina Euantennariaceae S.J. Hughes & Corlett zawierająca rodzaje: Euantennaria, Rasutoria, Strigopodia, Trichopeltheca;
        - rodzina Fenestellaceae M.E. Barr zawierająca rodzaje: Fenestella, Lojkania;
        - rodzina Hypsostromataceae Huhndorf zawierająca rodzaje: Hypsostroma, Manglicola;
        - rodzina Leptopeltidaceae Höhn. ex Trotter zawierająca rodzaje: Dothiopeltis, Leptopeltis, Ronnigeria, Staibia oraz prawdopodobnie rodzaje: Nannfeldtia, Phacidina;
        - rodzina Lichenotheliaceae Henssen zawierająca rodzaj Lichenothelia;
        - rodzina Meliolinaceae S. Hughes zawierająca rodzaj Meliolina;
        - rodzina Mesnieraceae Arx & E. Müll. zawierająca rodzaje: Bondiella, Mesniera, Stegasphaeria oraz prawdopodobnie rodzaj Helochora;
        - rodzina Micropeltidaceae Clem. & Shear zawierająca rodzaje: Bonaria, Chaetothyrina, Clypeolina, Cyclopeltis, Dictyopeltella, Dictyopeltis, Dictyostomiopelta, Dictyothyriella, Dictyothyrina, Dictyothyrium, Hansfordiopsis, Haplopeltheca, Mendoziopeltis, Micropeltis, Muricopeltis, Polypedia, Stigmatodothis, Stigmatophragmia, Stomiopeltis, Stomiopeltopsis, Stomiotheca, Thyriodictyella oraz prawdopodobnie rodzaje: Armata, Mitopeltis;
        - rodzina Microtheliopsidaceae O.E. Eriksson zawierająca rodzaj Microtheliopsis;
        - rodzina Microthyriaceae Sacc. zawierająca rodzaje: Actinomyxa, Actinopeltis, Arnaudiella, Asterinella, Asterinema, Asteronia, Byssopeltis, Calothyriopsis, Caribaeomyces, Caudella, Cirsosiopsis, Cyclotheca, Dictyoasterina, Govindua, Lichenopeltella, Maublancia, Microthyrium, Muyocopron, Pachythyrium, Palawania, Phaeothyriolum, Platypeltella, Polycyclinopsis, Seynesiella, Seynesiopeltis, Trichothyriella, Trichothyrinula, Trichothyriomyces, Trichothyriopsis, Trichothyrium, Xenostomella oraz prawdopodobnie rodzaje: Asteritea, Cirsosina, Helminthopeltis, Hidakaea, Hugueninia, Lembosiella, Petrakiopeltis, Phragmaspidium, Polystomellina, Resendea, Sapucchaka, Scolecopeltidium, Stegothyrium, Tothia, Trichopeltella, Trichopeltina, Trichopeltospora, Trichopeltum;
        - rodzina Moriolaceae Zahlbr. zawierająca rodzaj Moriola;
        - rodzina Mycoporaceae Zahlbr. zawierająca rodzaj Mycoporum;
        - rodzina Mytilinidiaceae Kirschst. zawierająca rodzaje: Actidium, Lophium, Mytilinidion, Ostreichnion, Ostreola, Quasiconcha, Zoggium;
        - rodzina Naetrocymbaceae Höhnel ex R.C. Harris zawierająca rodzaje: Jarxia, Leptorhaphis, Naetrocymbe oraz prawdopodobnie rodzaj Tomasellia;
        - rodzina Parmulariaceae E. Müll. & Arx ex M.E. Barr zawierająca rodzaje: Aldona, Aldonata, Aulacostroma, Campoa, Coccodothis, Cocconia, Cycloschizon, Cyclostomella, Dictyocyclus, Dothidasteroma, Englerodothis, Ferrarisia, Hysterostomella, Inocyclus, Kentingia, Kiehlia, Mintera, Pachypatella, Palawaniella, Parmularia, Parmulariopsella, Parmulariopsis, Parmulina, Perischizon, Polycyclina, Polycyclus, Protothyrium, Pseudolembosia, Rhagadolobium, Rhipidocarpon, Symphaeophyma, Thallomyces, Viegasiella oraz prawdopodobnie rodzaj Hemigrapha;
        - rodzina Parodiellaceae Theiss. & H. Syd. ex M.E. Barr zawierająca rodzaj Parodiella;
        - rodzina Parodiopsidaceae (G. Arnaud) ex Toro zawierająca rodzaje: Alina, Balladyna, Balladynocallia, Balladynopsis, Chevalieropsis, Cleistosphaera, Dimeriella, Dimerium, Dysrhynchis, Leptomeliola, Neoparodia, Ophiomeliola, Ophioparodia, Parodiellina, Perisporiopsis, Pilgeriella, Scolionema, Stomatogene;
        - rodzina Piedraiaceae Viégas ex Cif., Bat. & Campos zawierająca rodzaj Piedraia;
        - rodzina Planistromellaceae M.E. Barr zawierająca rodzaje: Comminutispora, Eruptio, Loratospora, Microcyclus, Mycosphaerellopsis, Planistroma, Planistromella;
        - rodzina Polystomellaceae Theiss. & H. Syd. zawierająca rodzaje: Dothidella, Munkiella oraz prawdopodobnie rodzaj Parastigmatea;
        - rodzina Protoscyphaceae Kutorga & D. Hawksw. zawierająca rodzaj Protoscypha;
        - rodzina Pseudoperisporiaceae Toro zawierająca rodzaje: Episphaerella, Eudimeriolum, Eumela, Keratosphaera, Lasiostemma, Lizonia, Myxophora, Nematostigma, Nematostoma, Neocoleroa, Ophiciliomyces, Phaeodimeriella, Phaeostigme, Phragmeriella, Raciborskiomyces, Toroa;
        - rodzina Pyrenotrichaceae Zahlbr. zawierająca rodzaje: Pyrenothrix oraz prawdopodobnie rodzaj Cyanoporina;
        - rodzina Schizothyriaceae Höhn. ex Trotter et al. zawierająca rodzaje: Amazonotheca, Henningsiella, Hexagonella, Kerniomyces, Lecideopsella, Linopeltis, Mendogia, Metathyriella, Mycerema, Plochmopeltis, Schizothyrium oraz prawdopodobnie rodzaje: Chaetoplaca, Myriangiella, Neopeltella, Orthobellus;
        - rodzina Tubeufiaceae M.E. Barr zawierająca rodzaje: Acanthophiobolus, Acanthostigma, Acanthostigmella, Allonecte, Boerlagiomyces, Byssocallis, Chaetocrea, Chaetosphaerulina, Glaxoa, Letendraea, Letendraeopsis, Malacaria, Melioliphila, Paranectriella, Podonectria, Puttemansia, Rebentischia, Taphrophila, Thaxterina, Tubeufia, Uredinophila oraz prawdopodobnie rodzaje: Amphinectria, Thaxteriellopsis;
        - rodzina Vizellaceae H.J. Swart zawierająca rodzaje: Blasdalea, Vizella;
        - rodzina Zopfiaceae G. Arnaud ex D. Hawksw. zawierająca rodzaje: Caryospora, Celtidia, Pontoporeia, Richonia, Zopfia, Zopfiofoveola oraz prawdopodobnie rodzaje: Coronopapilla, Didymocrea, Halotthia, Rechingeriella;
        - rodzaje: Acrogenotheca, Allosoma, Amylirosa, Anthracostroma, Ascominuta, Belizeana, Biatriospora, Biciliopsis, Bifrontia, Botryohypoxylon, Brefeldiella, Brooksia, Bryopelta, Bryorella, Bryosphaeria, Bryostroma, Bryothele, Buelliella, Byssogene, Calyptra, Capillataspora, Capnodinula, Catulus, Ceratocarpia, Cercidospora, Cerodothis, Chaetoscutula, Coccochora, Colensoniella, Crauatamyces, Cyrtidula, Cyrtopsis, Dangeardiella, Dawsomyces, Dawsophila, Dermatodothella, Dermatodothis, Dianesea, Didymella, Didymocyrtidium, Didymopleella, Diplochorina, Dolabra, Dothideopsella, Elmerinula, Epiphora, Extrusothecium, Flavobathelium, Gibberidea, Gilletiella, Globoa, Globulina, Grandigallia, Harknesiella, Hassea, Heleiosa, Helicascus, Heptameria, Heterosphaeriopsis, Homostegia, Hortaea, Hyalosphaera, Hypobryon, Hysteropeltella, Hysteropsis, Karschia, Koordersiella, Kullhemia, Kusanobotrys, Lanatosphaera, Lazarenkoa, Lembosiopeltis, Leptospora, Lidophia, Limaciniopsis, Lineolata, Lopholeptosphaeria, Macrovalsaria, Maireella, Massariola, Microcyclella, Microdothella, Montagnella, Moriolomyces, Muellerites, Mycocryptospora, Mycodidymella, Mycoglaena, Mycopepon, Mycoporopsis, Mycothyridium, Myriangiopsis, Myriostigmella, Mytilostoma, Neopeckia, Neoventuria, Otthia, Paraliomyces, Parmulariella, Paropodia, Passeriniella, Passerinula, Peroschaeta, Phaeoglaena, Phaeopeltosphaeria, Phaeotomasellia, Philobryon, Philonectria, Phragmoscutella, Phragmosperma, Phycorella, Placostromella, Plagiostromella, Pleiostomellina, Plejobolus, Pleostigma, Pleotrichiella, Polysporidiella, Polystomellopsis, Pseudodidymella, Pseudomorfea, Pseudonitschkia, Pseudopleospora, Pteridiospora, Punctillum, Pycnocarpon, Pyrenocyclus, Pyrenostigme, Racovitziella, Rhopographus, Rosellinula, Rosenscheldia, Roumegueria, Roussoëllopsis, Scolecobonaria, Semifissispora, Semisphaeria, Shiraia, Stuartella, Teichosporella, Thalassoascus, Thryptospora, Thyrospora, Tilakiella, Tirisporella, Tomeoa, Tremateia, Trematosphaeriopsis, Tyrannosorus, Valsaria, Vizellopsis, Westea, Yoshinagella oraz prawdopodobnie rodzaje: Achorella, Ascostratum, Caprettia, Coccochorina, Comesella, Cyrtidium, Didymocyrtis, Endococcus, Gloeodiscus, Griggsia, Leveillina, Licopolia, Lophiosphaerella, Phaeocyrtidula, Phaeosperma, Physalosporopsis, Placodothis, Pleosphaerellula, Propolina, Pyrenochium, Robillardiella, Salsuginea, Syrropeltis, Teratoschaeta, Thelenidia, Thyridaria, Xylopezia;

      - klasa Eurotiomycetes (Tehler) ex O.E. Eriksson & K. Winka 
        - podklasa Chaetothyriomycetidae (O.E. Eriksson & K. Winka) Doweld
          - rząd Chaetothyriales M.E. Barr
            - rodzina Chaetothyriaceae Hansf. ex M.E. Barr zawierająca rodzaje: Actinocymbe, Ceramothyrium, Chaetothyrium, Euceramia, Microcallis, Phaeosaccardinula, Treubiomyces, Yatesula;
            - rodzina Herpotrichiellaceae Munk zawierająca rodzaj Capronia, sztuczny rodzaj Rhinocladiella oraz prawdopodobnie rodzaj Pleomelogramma;

          - rząd Pyrenulales Fink ex D. Hawksw. & O.E. Eriksson
            - rodzina Pyrenulaceae Rabenh. zawierająca rodzaje: Acrocordiella, Anthracothecium, Clypeopyrenis, Distopyrenis, Granulopyrenis, Lithothelium, Mazaediothecium, Parapyrenis, Polypyrenula, Pyrenographa, Pyrenowilmsia, Pyrenula, Pyrgillus, Sulcopyrenula oraz prawdopodobnie rodzaj Lacrymospora;
            - rodzina Requienellaceae Boise zawierająca rodzaje: Mauritiana, Requienella;
            - rodzina Trypetheliaceae Zenker zawierająca rodzaje: Architrypethelium, Astrothelium, Campylothelium, Exiliseptum, Laurera, Polymeridium, Trypethelium oraz prawdopodobnie rodzaje Ascocratera, Pseudopyrenula, Trypetheliopsis;
            - rodzina Monoblastiaceae W. Watson (prawdopodobnie) zawierająca rodzaje: Acrocordia, Anisomeridium, Monoblastia;
            - rodzaje: Asteroporum, Celothelium, Heufleridium, Micromma, Mycoporum, Rhaphidicyrtis, Xenus oraz prawdopodobnie rodzaje: Blastodesmia, Porodothion, Porothelium, Stromatothelium;

          - rząd Verrucariales Mattick ex D. Hawksw. & O.E. Eriksson
            - rodzina Adelococcaceae Triebel zawierająca rodzaje: Adelococcus, Sagediopsis;
            - rodzina Verrucariaceae Zenker zawierająca rodzaje: Agonimia, Anthracocarpon, Awasthiella, Bagliettoa, Bellemerella, Catapyrenium, Clauzadella, Clavascidium, Dermatocarpella, Dermatocarpon, Diederimyces, Endocarpon, Henrica, Heterocarpon, Heteroplacidium, Involucropyrenium, Lauderlindsaya, Leucocarpia, Merismatium, Muellerella, Mycophycias, Neocatapyrenium, Norrlinia, Placidiopsis, Placidium, Placocarpus, Placopyrenium, Placothelium, Polyblastia, Psoroglaena, Rhabdopsora, Scleropyrenium, Staurothele, Telogalla, Thelidiopsis, Thelidium, Trimmatothele, Verrucaria oraz prawdopodobnie rodzaje: Bogoriella, Glomerilla, Haleomyces, Phaeospora, Plurisperma, Spheconisca, Trimmatothelopsis;
            - prawdopodobnie rodzaj Kalbiana;

          - rodzina Rhynchostomataceae Winka & O.E. Eriksson zawierająca rodzaj Rhynchostoma oraz prawdopodobnie rodzaj Rhynchomeliola;
          - rodzina Strigulaceae Zahlbr. zawierająca rodzaje: Phylloblastia, Strigula oraz prawdopodobnie rodzaj Oletheriostrigula;
          - rodzaj Glyphium;

        - podklasa Eurotiomycetidae Tehler ex D.M. Geiser & F. Lutzoni
          - rząd Coryneliales Seaver & Chardón
            - rodzina Coryneliaceae Sacc. ex Berl. & Voglino zawierająca rodzaje: Bicornispora, Caliciopsis, Corynelia, Coryneliospora, Fitzpatrickella, Lagenulopsis, Tripospora oraz prawdopodobnie rodzaj Coryneliopsis;

          - rząd Eurotiales G.W. Martin ex Benny & Kimbr.
            - rodzina Elaphomycetaceae Tul. ex Paol. zawierająca rodzaje: Elaphomyces, Pseudotulostoma;
            - rodzina Monascaceae J. Schröt. zawierająca rodzaj Monascus oraz prawdopodobnie rodzaj Xeromyces;

          - rodzina Trichocomaceae E. Fisch. zawierająca rodzaje: Byssochlamys, Chaetosartorya, Chromocleista, Cristaspora, Dactylomyces, Dendrosphaera, Dichlaena, Dichotomomyces, Edyuillia, Emericella, Erythrogymnotheca, Eupenicillium, Eurotium, Fennellia, Hemicarpenteles, Neocarpenteles, Neopetromyces, Neosartorya, Penicilliopsis, Petromyces, Sagenoma, Talaromyces, Thermoascus, Trichocoma, Warcupiella, sztuczne rodzaje: Aspergillus, Penicillium oraz prawdopodobnie rodzaj Chaetotheca;
          - rząd Onygenales Cif. ex Benny & Kimbr.
            - rodzina Ajellomycetaceae Untereiner et al. zawierająca rodzaj Ajellomyces;
            - rodzina Arthrodermataceae Currah zawierająca rodzaje: Arthroderma, Ctenomyces, Shanorella;
            - rodzina Gymnoascaceae Baran. zawierająca rodzaje: Acitheca, Arachniotus, Gymnascella, Gymnoascoideus, Gymnoascus, Kraurogymnocarpa, Mallochia, Narasimhella, Orromyces oraz sztuczny rodzaj Coccidioides;
            - rodzina Onygenaceae Berk. zawierająca rodzaje: Amauroascus, Aphanoascus, Apinisia, Arachnotheca, Ascocalvatia, Auxarthron, Bifidocarpus, Byssoonygena, Chlamydosauromyces, Kuehniella, Leucothecium, Monascella, Nannizziopsis, Neoarachnotheca, Neogymnomyces, Onygena, Pectinotrichum, Polytolypa, Renispora, Spiromastix, Testudomyces, Uncinocarpus, Xanthothecium oraz prawdopodobnie rodzaj Pseudoamauroascus;

          - rodzina Arachnomycetaceae Gibas et al. zawierająca rodzaj Arachnomyces;
          - rodzina Ascosphaeraceae L.S. Olive & Spiltoir zawierająca rodzaje: Arrhenosphaera, Ascosphaera, Bettsia;
          - rodzina Eremascaceae Engl. & E. Gilg zawierająca rodzaj Eremascus;
          - rodzaje: Amaurascopsis, Azureothecium, Calyptrozyma, Leiothecium, Veronaia oraz prawdopodobnie rodzaje: Pisomyxa, Samarospora;

        - podklasa Mycocaliciomycetidae L. Tibell
          - rząd Mycocaliciales Tibell & Wedin
            - rodzina Mycocaliciaceae A.F.W. Schmidt zawierająca rodzaje: Chaenothecopsis, Mycocalicium, Phaeocalicium, Stenocybe;
            - rodzina Sphinctrinaceae M. Choisy zawierająca rodzaje: Pyrgidium, Sphinctrina;

      - klasa Laboulbeniomycetes Engler 
        - rząd Laboulbeniales Lindau
          -             - rodzina Ceratomycetaceae S. Colla
              - podrodzina Ceratomycetoideae
              - podrodzina Tettigomycetoideae zawierająca rodzaj Tettigomyces;
              - rodzaje: Autoicomyces, Ceratomyces, Drepanomyces, Eusynaptomyces, Helodiomyces, Phurmomyces, Plectomyces, Rhynchophoromyces, Synaptomyces, Thaumasiomyces, Thripomyces;

            - rodzina Euceratomycetaceae I.I. Tavares zawierająca rodzaje: Cochliomyces, Colonomyces, Euceratomyces, Euzodiomyces, Pseudoecteinomyces;
            - rodzina Herpomycetaceae I.I. Tavares zawierająca rodzaj Herpomyces;
            - rodzina Laboulbeniaceae G. Winter zawierająca rodzaje: Acallomyces, Acompsomyces, Acrogynomyces, Amorphomyces, Amphimyces, Apatelomyces, Apatomyces, Aphanandromyces, Aporomyces, Arthrorhynchus, Asaphomyces, Autophagomyces, Balazusia, Benjaminiomyces, Blasticomyces, Botryandromyces, Camptomyces, Cantharomyces, Capillistichus, Carpophoromyces, Chaetarthriomyces, Chaetomyces, Chitonomyces, Clematomyces, Clonophoromyces, Columnomyces, Compsomyces, Coreomyces, Corethromyces, Corylophomyces, Cryptandromyces, Cucujomyces, Cupulomyces, Dermapteromyces, Diandromyces, Diaphoromyces, Diclonomyces, Dimeromyces, Dimorphomyces, Dioicomyces, Diphymyces, Diplopodomyces, Dipodomyces, Distolomyces, Dixomyces, Ecteinomyces, Enarthromyces, Eucantharomyces, Euhaplomyces, Eumisgomyces, Eumonoicomyces, Euphoriomyces, Fanniomyces, Filariomyces, Gloeandromyces, Haplomyces, Hesperomyces, Histeridomyces, Homaromyces, Hydraeomyces, Hydrophilomyces, Idiomyces, Ilyomyces, Ilytheomyces, Kainomyces, Kleidiomyces, Kruphaiomyces, Kyphomyces, Laboulbenia, Limnaiomyces, Majewskia, Meionomyces, Microsomyces, Mimeomyces, Misgomyces, Monandromyces, Monoicomyces, Nanomyces, Neohaplomyces, Nycteromyces, Ormomyces, Osoriomyces, Parvomyces, Peyerimhoffiella, Peyritschiella, Phalacrichomyces, Phaulomyces, Picardella, Polyandromyces, Polyascomyces, Porophoromyces, Prolixandromyces, Pselaphidomyces, Rhachomyces, Rhipidiomyces, Rhizomyces, Rhizopodomyces, Rickia, Rossiomyces, Sandersoniomyces, Scalenomyces, Scaphidiomyces, Scelophoromyces, Scepastocarpus, Siemaszkoa, Smeringomyces, Sphaleromyces, Stemmatomyces, Stichomyces, Stigmatomyces, Sugiyamaemyces, Symplectromyces, Sympodomyces, Synandromyces, Tavaresiella, Teratomyces, Tetrandromyces, Trenomyces, Triainomyces, Triceromyces, Trochoideomyces, Troglomyces, Zeugandromyces, Zodiomyces oraz prawdopodobnie rodzaj Diplomyces;

        - rząd Pyxidiophorales P.F. Cannon
          -             - rodzina Pyxidiophoraceae Arnold zawierająca rodzaje: Mycorhynchidium, Pyxidiophora;

        - rodzaj Laboulbeniopsis (prawdopodobnie)

      - klasa Lecanoromycetes O.E. Eriksson & K. Winka
        - podklasa Acarosporomycetidae V. Reeb et al.
          - rząd Acarosporales Reeb et al.
            - rodzina Acarosporaceae Zahlbr. zawierająca rodzaje: Acarospora, Glypholecia, Lithoglypha, Pleopsidium, Polysporina, Sarcogyne, Thelocarpella;

        - podklasa Lecanoromycetidae P.M. Kirk et al. ex J. Miadlikowska et al.
          - rząd Lecanorales Nannf.
            - rodzina Anziaceae M. Sato zawierająca rodzaj Anzia;
            - rodzina Arthrorhaphidaceae Poelt & Hafellner (prawdopodobnie) zawierająca rodzaj Arthrorhaphis;
            - rodzina Biatorellaceae M. Choisy ex Hafellner & Casares-Porcel zawierająca rodzaj Biatorella;
            - rodzina Caliciaceae Chevall. zawierająca rodzaje: Acolium, Acroscyphus, Calicium, Cyphelium, Texosporium, Thelomma, Tholurna oraz prawdopodobnie rodzaje: Sphinctrinopsis, Tylophoropsis;
            - rodzina Calycidiaceae Elenkin zawierająca rodzaj Calycidium;
            - rodzina Catillariaceae Hafellner zawierająca rodzaje: Austrolecia, Catillaria, Halecania, Placolecis, Solenopsora, Sporastatia, Xanthopsorella;
            - rodzina Cetradoniaceae J.C. Wei & Ahti zawierająca rodzaj Cetradonia;
            - rodzina Cladoniaceae Zenker zawierająca rodzaje: Calathaspis, Cladia, Cladonia, Gymnoderma, Heterodea, Heteromyces, Lachnocaulon, Metus, Myelorrhiza, Pilophorus, Pycnothelia, Ramalea, Sphaerophoropsis, Squamella, Thysanothecium;
            - rodzina Crocyniaceae M. Choisy ex Hafellner zawierająca rodzaj Crocynia;
            - rodzina Dactylosporaceae Bellem. & Hafellner zawierająca rodzaj Dactylospora;
            - rodzina Gypsoplacaceae Timdal zawierająca rodzaj Gypsoplaca;
            - rodzina Haematommataceae Hafellner zawierająca rodzaj Haematomma;
            - rodzina Lecanoraceae Körb. zawierająca rodzaje: Arctopeltis, Bryodina, Bryonora, Candelina, Carbonea, Cladidium, Clauzadeana, Diomedella, Edrudia, Lecanora, Lecidella, Maronina, Miriquidica, Myrionora, Placomaronea, Protoparmeliopsis, Psorinia, Punctonora, Pycnora, Pyrrhospora, Ramalinora, Ramboldia, Rhizoplaca, Sagema, Scoliciosporum, Traponora, Tylothallia, Vainionora oraz prawdopodobnie rodzaje: Calvitimela, Claurouxia;
            - rodzina Lecideaceae Chevall. zawierająca rodzaje: Bahianora, Cecidonia, Cryptodictyon, Hypocenomyce, Lecidea, Lopacidia oraz prawdopodobnie rodzaje: Pseudopannaria, Rhizolecia, Steinia;
            - rodzina Loxosporaceae Kalb & Staiger zawierająca rodzaj Loxospora;
            - rodzina Megalariaceae Hafellner zawierająca rodzaje: Megalaria, Tasmidella;
            - rodzina Miltideaceae Hafellner zawierająca rodzaj Miltidea;
            - rodzina Mycoblastaceae Hafellner zawierająca rodzaj Mycoblastus;
            - rodzina Ophioparmaceae R.W. Rogers & Hafellner zawierająca rodzaj Ophioparma;
            - rodzina Pachyascaceae Poelt ex P.M. Kirk et al. zawierająca rodzaj Pachyascus;
            - rodzina Parmeliaceae Zenker zawierająca rodzaje: Ahtiana, Alectoria, Allantoparmelia, Allocetraria, Almbornia, Arctocetraria, Arctoparmelia, Asahinea, Brodoa, Bryocaulon, Bryoria, Bulborrhizina, Bulbothrix, Bulbotrichella, Canoparmelia, Cavernularia, Cetraria, Cetrariastrum, Cetrariella, Cetrariopsis, Cetrelia, Chondropsis, Coelocaulon, Coelopogon, Cornicularia, Coronoplectrum, Dactylina, Esslingeriana, Evernia, Everniastrum, Everniopsis, Flavocetraria, Flavoparmelia, Flavopunctelia, Himantormia, Hypogymnia, Hypotrachyna, Imshaugia, Kaernefeltia, Karoowia, Letharia, Lethariella, Masonhalea, Melanelia, Melanelixia, Melanhalea, Menegazzia, Myelochroa, Namakwa, Neofuscelia, Neopsoromopsis, Nephromopsis, Nesolechia, Nimisia, Nodobryoria, Omphalodiella, Omphalodium, Omphalora, Oropogon, Pannoparmelia, Parmelia, Parmelina, Parmelinella, Parmelinopsis, Parmeliopsis, Parmotrema, Parmotremopsis, Phacopsis, Placoparmelia, Platismatia, Pleurosticta, Protoparmelia, Protousnea, Pseudephebe, Pseudevernia, Pseudoparmelia, Psiloparmelia, Psoromella, Punctelia, Relicina, Relicinopsis, Sulcaria, Tuckermanella, Tuckermannopsis, Tuckneraria, Usnea, Vulpicida, Xanthomaculina, Xanthoparmelia;
            - rodzina Physciaceae Zahlbr. zawierająca rodzaje: Amandinea, Anaptychia, Australiaena, Buellia, Coscinocladium, Cratiria, Dermatiscum, Dermiscellum, Dimelaena, Diploicia, Diplotomma, Dirinaria, Gassicurtia, Hafellia, Heterodermia, Hyperphyscia, Hypoflavia, Mischoblastia, Mobergia, Monerolechia, Phaeophyscia, Phaeorrhiza, Physcia, Physciella, Physconia, Pyxine, Rinodina, Rinodinella, Santessonia, Stigmatochroma, Tetramelas, Tornabea oraz prawdopodobnie rodzaje: Culbersonia, Redonia;
            - rodzina Pilocarpaceae Zahlbr. zawierająca rodzaje: Badimia, Badimiella, Bapalmuia, Barubria, Byssolecania, Byssoloma, Calopadia, Calopadiopsis, Fellhanera, Fellhaneropsis, Kantvilasia, Lasioloma, Lobaca, Loflammia, Logilvia, Micarea, Psilolechia, Scutula, Sporopodiopsis, Sporopodium, Szczawinskia oraz prawdopodobnie rodzaje: Lopadium, Tapellaria;
            - rodzina Porpidiaceae Hertel & Hafellner zawierająca rodzaje: Amygdalaria, Bellemerea, Catarrhospora, Clauzadea, Farnoldia, Immersaria, Koerberiella, Labyrintha, Mycobilimbia, Paraporpidia, Poeltiaria, Poeltidea, Porpidia, Schizodiscus, Stephanocyclos, Xenolecia;
            - rodzina Psoraceae Zahlbr. zawierająca rodzaje: Eremastrella, Glyphopeltis, Protoblastenia, Psora, Psorula oraz prawdopodobnie rodzaje: Lecidoma, Protomicarea;
            - rodzina Ramalinaceae C. Agardh zawierająca rodzaje: Adelolecia, Arthrosporum, Bacidia, Bacidina, Bacidiopsora, Biatora, Catinaria, Cenozosia, Cliostomum, Compsocladium, Crustospathula, Echidnocymbium, Frutidella, Heppsora, Herteliana, Japewia, Jarmania, Krogia, Lecania, Phyllopsora, Physcidia, Ramalina, Ramalinopsis, Rolfidium, Schadonia, Speerschneidera, Squamacidia, Stirtoniella, Tephromela, Thamnolecania, Tibellia, Toninia, Toniniopsis, Vermilacinia, Waynea oraz prawdopodobnie rodzaj Squamarina;
            - rodzina Rhizocarpaceae M. Choisy ex Hafellner zawierająca rodzaje: Poeltinula, Rhizocarpon oraz prawdopodobnie rodzaje: Catolechia, Epilichen;
            - rodzina Sphaerophoraceae Fr. zawierająca rodzaje: Austropeltum, Bunodophoron, Leifidium, Neophyllis, Sphaerophorus;
            - rodzina Stereocaulaceae Chevall. zawierająca rodzaje: Hertelidea, Lepraria, Muhria, Stereocaulon;

          - rząd Peltigerales W. Watson
            - podrząd Collematineae Miadlikowska & Lutzoni
              - rodzina Coccocarpiaceae (Mont. ex Müll. Stuttg.) Henssen zawierająca rodzaje: Coccocarpia, Peltularia, Spilonema, Spilonemella, Steinera;
              - rodzina Collemataceae Zenker zawierająca rodzaje: Collema, Homothecium, Leciophysma, Leightoniella, Leptogium, Physma, Ramalodium, Staurolemma;
              - rodzina Pannariaceae Tuck. zawierająca rodzaje: Austrella, Degelia, Degeliella, Erioderma, Fuscoderma, Fuscopannaria, Kroswia, Leioderma, Lepidocollema, Moelleropsis, Pannaria, Parmeliella, Protopannaria, Psoroma, Psoromidium, Santessoniella, Siphulastrum;

            - podrząd Peltigerineae
              - rodzina Lobariaceae Chevall. zawierająca rodzaje: Dendriscocaulon, Lobaria, Pseudocyphellaria, Sticta;
              - rodzina Nephromataceae Wetm. ex J.C. David & D. Hawksw. zawierająca rodzaj Nephroma;
              - rodzina Peltigeraceae Dumort. zawierająca rodzaje: Peltigera, Solorina;
              - rodzina Placynthiaceae Ĺ.E. Dahl zawierająca rodzaje: Hertella, Koerberia, Leptochidium, Placynthiopsis, Placynthium, Vestergrenopsis oraz prawdopodobnie rodzaj Polychidium;
              - rodzaj Massalongia;

          - rząd Teloschistales D. Hawksw. & O.E. Eriksson
            - rodzina Letrouitiaceae Bellem. & Hafellner zawierająca rodzaj Letrouitia;
            - rodzina Megalosporaceae Vezda ex Hafellner & Bellem. zawierająca rodzaje: Megaloblastenia, Megalospora oraz prawdopodobnie rodzaj Austroblastenia;
            - rodzina Teloschistaceae Zahlbr. zawierająca rodzaje: Caloplaca, Cephalophysis, Fulgensia, Huea, Ioplaca, Josefpoeltia, Seirophora, Teloschistes, Xanthodactylon, Xanthomendoza, Xanthopeltis, Xanthoria;

          - rodzina Brigantiaeaceae Hafellner & Bellem. zawierająca rodzaje: Brigantiaea oraz prawdopodobnie rodzaj Argopsis;
          - rodzina Elixiaceae Lumbsch zawierająca rodzaj Elixia;
          - rodzina Fuscideaceae Hafellner zawierająca rodzaje: Fuscidea, Hueidia oraz prawdopodobnie rodzaje: Lettauia, Maronea, Orphniospora, Ropalospora, Sarrameana;
          - rodzina Phlyctidaceae Poelt & Vezda ex J.C. David & D. Hawksw. zawierająca rodzaje: Phlyctis, Psathyrophlyctis;
          - rodzina Vezdaeaceae Poelt & Vezda ex J.C. David & D. Hawksw. zawierająca rodzaj Vezdaea;

        - podklasa Ostropomycetidae V. Reeb et al.
          - rząd Agyriales Clem. & Shear
            - rodzina Agyriaceae Corda zawierająca rodzaje: Agyrium, Amylora, Anzina, Coppinsia, Lithographa, Orceolina, Placopsis, Placynthiella, Ptychographa, Rimularia, Sarea, Schaereria, Trapelia, Trapeliopsis, Xylographa;
            - rodzina Anamylopsoraceae Lumbsch & Lunke zawierająca rodzaj Anamylopsora;

          - rząd Baeomycetales H.T. Lumbsch et al.
            - rodzina Baeomycetaceae Dumort. zawierająca rodzaje: Baeomyces, Phyllobaeis;
            - rodzaj Ainoa;

          - rząd Ostropales Nannf.
            - rodzina Coenogoniaceae (Fr.) Stizenb. zawierająca rodzaje: Coenogonium, Dimerella;
            - rodzina Graphidaceae Dumort. zawierająca rodzaje: Acanthothecis, Anomalographis, Anomomorpha, Carbacanthographis, Diorygma, Dyplolabia, Fissurina, Glyphis, Graphis, Gymnographa, Gymnographopsis, Hemithecium, Phaeographina, Phaeographis, Platygramme, Platythecium, Sarcographa, Thalloloma, Thecaria;
            - rodzina Gyalectaceae (A. Massal.) Stizenb. zawierająca rodzaje: Cryptolechia, Gyalecta, Pachyphiale, Ramonia, Semigyalecta oraz prawdopodobnie rodzaje: Belonia, Bryophagus;
            - rodzina Myeloconidaceae P.M. McCarthy zawierająca rodzaj Myeloconis;
            - rodzina Odontotremataceae D. Hawksw. & Sherwood zawierająca rodzaje: Bryodiscus, Coccomycetella, Geltingia, Odontotrema, Odontura, Paralethariicola, Paschelkiella, Potriphila, Rogellia, Stromatothecia, Thamnogalla, Tryblis, Xerotrema;
            - rodzina Phaneromycetaceae Gamundí & Spinedi zawierająca prawdopodobnie rodzaj Phaneromyces;
            - rodzina Porinaceae Reichenb. zawierająca rodzaje: Clathroporina, Polycornum, Porina, Segestria, Trichothelium;
            - rodzina Solorinellaceae Vezda & Poelt zawierająca rodzaje: Gyalidea, Solorinella;
            - rodzina Stictidaceae Fr. zawierająca rodzaje: Absconditella, Acarosporina, Biostictis, Carestiella, Conotremopsis, Cryptodiscus, Cyanodermella, Lillicoa, Nanostictis, Ostropa, Robergea, Schizoxylon, Stictis oraz prawdopodobnie rodzaje: Delpontia, Petractis, Propoliopsis, Stictophacidium, Thelopsis, Topelia;
            - rodzina Thelotremataceae (Nyl.) Stizenb. zawierająca rodzaje: Ampliotrema, Chroodiscus, Diploschistes, Ingvariella, Myriotrema, Nadvornikia, Ocellularia, Platygrapha, Polistroma, Pseudoramonia, Reimnitzia, Thelotrema, Topeliopsis, Tremotylium oraz prawdopodobnie rodzaj Phaeotrema;
            - rodzaje: Amphorothecium, Platygraphopsis oraz prawdopodobnie rodzaje: Leucogymnospora, Phaeographopsis, Xyloschistes;

          - rząd Pertusariales M. Choisy ex D. Hawksw. & O.E. Eriksson
            - rodzina Coccotremataceae Henssen ex J.C. David & D. Hawksw. zawierająca rodzaj Coccotrema;
            - rodzina Icmadophilaceae Triebel zawierająca rodzaje: Dibaeis, Icmadophila, Pseudobaeomyces, Siphula, Siphulella, Thamnolia;
            - rodzina Megasporaceae Lumbsch et al. zawierająca rodzaj Megaspora;
            - rodzina Ochrolechiaceae R.C. Harris ex Lumbsch & I. Schmitt (prawdopodobnie) zawierająca rodzaje: Ochrolechia, Varicellaria;
            - rodzina Pertusariaceae Körb. ex Körb. zawierająca rodzaje: Loxosporopsis, Pertusaria, Thamnochrolechia;

          - rodzina Arctomiaceae Th. Fr. zawierająca rodzaje: Arctomia, Gregorella, Wawea;
          - rodzina Hymeneliaceae Körb. zawierająca rodzaje: Aspicilia, Eiglera, Hymenelia, Ionaspis, Lobothallia, Tremolecia;
            -               - rodzaj Aspilidea (prawdopodobnie);

        - rząd Candelariales J. Miadlikowska et al. zawierający rodzaje: Candelaria, Candelariella;
        - rząd Umbilicariales H.T. Lumbsch et al.
          - rodzina Umbilicariaceae Chevall. zawierająca rodzaje: Lasallia, Umbilicaria;

        - rodzaje: Auriculora, Bartlettiella, Biatoridium, Bilimbia, Boreoplaca, Botryolepraria, Bouvetiella, Buelliastrum, Collolechia, Corticiruptor, Helocarpon, Hosseusia, Korfiomyces, Leprocaulon, Lopezaria, Maronella, Mattickiolichen, Nimisiostella, Notolecidea, Piccolia, Podotara, Roccellinastrum, Strangospora, Timdalia oraz prawdopodobnie rodzaje: Corticifraga, Eschatogonia, Haploloma, Psorotichiella, Ravenelula, Stenhammarella;

      - klasa Lichinomycetes V. Reeb et al. 
        - rząd Lichinales Henssen & Büdel
          - rodzina Gloeoheppiaceae Henssen zawierająca rodzaje: Gloeoheppia, Gudelia, Pseudopeltula;
          - rodzina Heppiaceae Zahlbr. zawierająca rodzaje: Corynecystis, Epiphloea, Heppia, Pseudoheppia, Solorinaria;
          - rodzina Lichinaceae Nyl. zawierająca rodzaje: Anema, Calotrichopsis, Cryptothele, Digitothyrea, Edwardiella, Ephebe, Euopsis, Finkia, Gonohymenia, Gyrocollema, Harpidium, Jenmania, Lecidopyrenopsis, Lemmopsis, Lempholemma, Leprocollema, Lichina, Lichinella, Lichinodium, Metamelanea, Paulia, Peccania, Phloeopeccania, Phylliscidiopsis, Phylliscidium, Phyllisciella, Phylliscum, Porocyphus, Pseudopaulia, Psorotichia, Pterygiopsis, Pyrenocarpon, Pyrenopsis, Stromatella, Synalissa, Thelignya, Thermutis, Thermutopsis, Thyrea, Zahlbrucknerella oraz prawdopodobnie rodzaje: Mawsonia, Pseudarctomia;
          - rodzina Peltulaceae Büdel zawierająca rodzaje: Neoheppia, Peltula, Phyllopeltula,;

      - klasa Leotiomycetes O.E. Eriksson & K. Winka 
        - rząd Cyttariales Luttr. ex Gamundí
          - rodzina Cyttariaceae Speg. zawierająca rodzaj Cyttaria oraz sztuczny rodzaj Cyttariella;

        - rząd Erysiphales H. Gwynne-Vaughan
          - rodzina Erysiphaceae Tul. & C. Tul. zawierająca rodzaje: Arthrocladiella, Blumeria, Brasiliomyces, Bulbomicrosphaera, Bulbouncinula, Caespitotheca, Cystotheca, Erysiphe, Golvinomyces, Leveillula, Medusosphaera, Microsphaera, Neoerysiphe, Phyllactinia, Pleochaeta, Podosphaera, Sawadaea, Setoerysiphe, Sphaerotheca, Typhulochaeta, Uncinula, Uncinuliella;

        - rząd Helotiales Nannf.
          - rodzina Ascocorticiaceae J. Schröt. (prawdopodobnie) zawierająca rodzaj Ascocorticium;
          - rodzina Bulgariaceae Fr. zawierająca rodzaj Bulgaria;
          - rodzina Dermateaceae Fr.
          - podrodzina Dermateoideae zawierająca rodzaj Dermea;
          - podrodzina Mollisioideae zawierająca rodzaje: Catinella, Mollisia;
          - podrodzina Naevioideae
          - podrodzina Peziculoideae zawierająca rodzaj Pezicula;
          - podrodzina Pseudopezizoideae zawierająca rodzaje: Blumeriella, Diplocarpon, Pseudopeziza;
            - rodzaje: Aivenia, Angelina, Ascluella, Atropellis, Belonopsis, Calloria, Calloriella, Calycellinopsis, Cashiella, Cejpia, Chaetonaevia, Chlorosplenium, Coleosperma, Coronellaria, Crustomollisia, Cryptohymenium, Dennisiodiscus, Dermateopsis, Dibeloniella, Diplocarpa, Diplonaevia, Discocurtisia, Discohainesia, Drepanopeziza, Duebenia, Durandiella, Eupropolella, Felisbertia, Graddonia, Haglundia, Hysteronaevia, Hysteropezizella, Hysterostegiella, Involucroscypha, Laetinaevia, Leptotrochila, Micropeziza, Naevala, Naeviella, Naeviopsis, Neofabraea, Neotapesia, Nimbomollisia, Niptera, Nothophacidium, Obscurodiscus, Obtectodiscus, Ocellaria, Patellariopsis, Patinella, Pezolepis, Phaeonaevia, Pirottaea, Pleoscutula, Ploettnera, Podophacidium, Pseudonaevia, Pseudoniptera, Pyrenopeziza, Sarconiptera, Schizothyrioma, Scleropezicula, Scutobelonium, Scutomollisia, Sorokina, Sorokinella, Spilopodia, Spilopodiella, Trochila, Waltonia;

          - rodzina Geoglossaceae Corda zawierająca rodzaje: Bryoglossum, Geoglossum, Microglossum, Nothomitra, Phaeoglossum, Pseudomitrula, Trichoglossum oraz prawdopodobnie rodzaje: Bagnisimitrula, Hemiglossum, Leucoglossum, Maasoglossum, Pachycudonia;
          - rodzina Helotiaceae Rehm zawierająca rodzaje: Allophylaria, Ameghiniella, Aquadiscula, Ascocalyx, Ascoclavulina, Ascocoryne, Ascotremella, Austrocenangium, Belonioscyphella, Bioscypha, Bisporella, Bryoscyphus, Bulgariella, Bulgariopsis, Capillipes, Carneopezizella, Cenangiopsis, Cenangium, Cenangiumella, Chlorencoelia, Chlorociboria, Chloroscypha, Claussenomyces, Cordierites, Crocicreas, Crumenella, Crumenulopsis, Cudoniella, Dencoeliopsis, Dictyonia, Discinella, Encoeliopsis, Episclerotium, Erikssonopsis, Eubelonis, Gelatinodiscus, Gloeopeziza, Godronia, Godroniopsis, Gorgoniceps, Grahamiella, Gremmeniella, Grimmicola, Grovesia, Grovesiella, Heterosphaeria, Heyderia, Holmiodiscus, Holwaya, Hymenoscyphus, Jacobsonia, Metapezizella, Micraspis, Mniaecia, Mollisinopsis, Mytilodiscus, Neocudoniella, Nipterella, Ombrophila, Parencoelia, Parorbiliopsis, Patinellaria, Pestalopezia, Phaeangellina, Phaeofabraea, Phaeohelotium, Pocillum, Poculopsis, Polydiscidium, Pragmopora, Pseudohelotium, Pseudopezicula, Rhizocalyx, Sageria, Sarcoleotia, Septopezizella, Skyathea, Stamnaria, Strossmayeria, Symphyosirinia, Tatraea, Thindiomyces, Tympanis, Unguiculariopsis, Velutarina, Weinmannioscyphus, Xeromedulla, Xylogramma oraz prawdopodobnie rodzaje: Banksiamyces, Calloriopsis, Gelatinopsis, Micropodia, Pachydisca, Physmatomyces;
          - rodzina Hemiphacidiaceae Korf zawierająca rodzaje: Fabrella, Korfia, Rhabdocline, Sarcotrochila oraz prawdopodobnie rodzaj Didymascella;
          - rodzina Hyaloscyphaceae Nannf. 
            - podrodzina Hyaloscyphoidea
              - plemię Hyaloscypheae zawierające rodzaj Hyaloscypha;
              - plemię Trichopezizelleae zawierające rodzaj Trichopeziza;

            - podrodzina Trichoscyphelloidea zawierająca rodzaj Lachnellula;
            - rodzaje: Albotricha, Amicodisca, Antinoa, Asperopilum, Austropezia, Belonidium, Betulina, Brunnipila, Calycellina, Calycina, Calyptellopsis, Capitotricha, Chrysothallus, Ciliolarina, Cistella, Cistellina, Clavidisculum, Dasyscyphella, Dasyscyphus, Dematioscypha, Dimorphotricha, Echinula, Eriopezia, Fuscolachnum, Fuscoscypha, Graddonidiscus, Hamatocanthoscypha, Hegermila, Hyalacrotes, Hyalopeziza, Hydrocina, Hyphodiscus, Incrucipulum, Incrupila, Lachnaster, Lachnum, Lasiobelonium, Microscypha, Mollisina, Olla, Otwaya, Parachnopeziza, Perrotia, Phaeoscypha, Pithyella, Polaroscyphus, Polydesmia, Proliferodiscus, Proprioscypha, Psilachnum, Psilocistella, Pubigera, Rodwayella, Solenopezia, Tapesina, Unguicularia, Unguiculariella, Unguiculella, Urceolella, Velutaria, Venturiocistella oraz prawdopodobnie rodzaje: Arachnopeziza, Ciliosculum, Didonia, Protounguicularia;

          - rodzina Leotiaceae Corda zawierająca rodzaje: Gelatinipulvinella, Geocoryne, Leotia, Neobulgaria, Pezoloma;
          - rodzina Loramycetaceae Dennis ex Digby & Goos zawierająca rodzaj Loramyces;
          - rodzina Phacidiaceae Fr. 
            - plemię Coccophacidieae
            - plemię Phacidieae zawierające rodzaj Phacidium;
            - plemię Pseudophacidieae
            - rodzaj Lophophacidium, oraz prawdopodobnie rodzaj Ascocoma;

          - rodzina Rutstroemiaceae Holst-Jensen et al. zawierająca rodzaje: Lambertella, Lanzia, Poculum, Rutstroemia, Scleromitrula;
          - rodzina Sclerotiniaceae Whetzel ex Whetzel zawierająca rodzaje: Asterocalyx, Botryotinia, Ciboria, Ciborinia, Coprotinia, Cudoniopsis, Dicephalospora, Dumontinia, Elliottinia, Encoelia, Grovesinia, Kohninia, Lambertellina, Martininia, Mitrula, Mitrulinia, Monilinia, Myriosclerotinia, Ovulinia, Phaeosclerotinia, Poculina, Pseudociboria, Pycnopeziza, Redheadia, Sclerocrana, Sclerotinia, Seaverinia, Septotinia, Streptotinia, Stromatinia, Torrendiella, Valdensinia, Zoellneria, sztuczny rodzaj Moserella oraz prawdopodobnie rodzaj Moserella;
          - rodzina Vibrisseaceae Korf zawierająca rodzaje: Chlorovibrissea, Leucovibrissea, Vibrissea;
          - rodzaje: Adelodiscus, Ambrodiscus, Amylocarpus, Chondroderris, Cryptopezia, Dawsicola, Didymocoryne, Echinodiscus, Endoscypha, Gloeotinia, Helotiella, Hymenobolus, Lachnea, Lahmiomyces, Livia, Llimoniella, Loricella, Malotium, Masseea, Merodontis, Microdiscus, Midotiopsis, Muscicola, Myriodiscus, Naemacyclus, Peltigeromyces, Phaeopyxis, Piceomphale, Pleiopatella, Pseudotryblidium, Rhymbocarpus, Sarcomyces, Skyttea, Skyttella, Starbaeckia, Tovariella, Trichangium, Trichohelotium, Urceola, Woodiella, Zugazaea oraz prowdopodobnie rodzaje: Algincola, Ascographa, Atrocybe, Benguetia, Capricola, Cenangiopsis, Chlorospleniella, Ciliella, Comesia, Cornuntum, Criserosphaeria, Discomycella, Hyphoscypha, Iridinea, Laricina, Lasseria, Lemalis, Lobularia, Melanopeziza, Melanormia, Muscia, Mycomelaena, Mycosphaerangium, Obconicum, Orbiliopsis, Orbiliopsis, Parthenope, Pezomela, Phragmiticola, Phyllopezis, Polydiscina, Pseudolachnum, Pseudopeltis, Pseudotapesia, Psilophana, Psilothecium, Pteromyces, Riedera, Rimula, Robincola, Roburnia, Sambucina, Schnablia, Scutulopsis, Solanella, Spirographa, Stilbopeziza, Tanglella, Themisia, Tubolachnum;

        - rząd Rhytismatales M.E. Barr ex Minter
          - rodzina Ascodichaenaceae D. Hawksw. & Sherwood zawierająca rodzaje: Ascodichaena, Delpinoina oraz prawdopodobnie rodzaj Pseudophacidium;
          - rodzina "Cryptomycetaceae" Höhn. nom. inval. zawierająca rodzaje: Cryptomyces, Macroderma, Pseudorhytisma oraz prawdopodobnie rodzaj Potebniamyces;
          - rodzina Cudoniaceae P.F. Cannon zawierająca rodzaje: Cudonia, Spathularia;
          - rodzina Rhytismataceae Chevall. 
            - plemię Ceratophacidieae
            - plemię Hypodermateae zawierające rodzaj Hypoderma;
            - plemię Coccomyceteae
            - plemię Rhytismateae zawierające rodzaj Rhytisma;
            -  rodzaje: Bifusella, Bifusepta, Bivallium, Canavirgella, Ceratophacidium, Cerion, Coccomyces, Colpoma, Criella, Davisomycella, Discocainia, Duplicaria, Duplicariella, Elytroderma, Hypodermella, Hypohelion, Isthmiella, Lirula, Lophodermella, Lophodermium, Lophomerum, Marthamyces, Meloderma, Moutoniella, Myriophacidium, Nematococcomyces, Nothorhytisma, Parvacoccum, Ploioderma, Propolis, Pureke, Soleella, Sporomega, Terriera, Therrya, Triblidiopsis, Virgella, Vladracula, Xyloschizon, Zeus oraz prawdopodobnie rodzaj Nymanomyces;

          - rodzaje: Brunaudia, Cavaraella, Gelineostroma, Heufleria, Hypodermellina, Lasiostictella, Mellitiosporium, Metadothis, Neophacidium, Ocotomyces, Phaeophacidium, Propolidium oraz prawdopodobnie rodzaje: Apiodiscus, Bonanseja, Didymascus, Haplophyse, Irydyonia, Karstenia, Laquearia, Melittosporiella, Pseudotrochila, Tridens;

        - rząd Thelebolales P.F. Cannon
          - rodzina Thelebolaceae (Brumm.) Eckblad zawierająca rodzaje: Antarctomyces, Ascophanus, Ascozonus, Caccobius, Coprobolus, Coprotiella, Coprotus, Dennisiopsis, Leptokalpion, Mycoarctium, Ochotrichobolus, Pseudascozonus, Ramgea, Thelebolus, Trichobolus;

        - rodzina Myxotrichaceae Currah zawierająca rodzaje: Byssoascus, Gymnostellatospora, Myxotrichum, Pseudogymnoascus;
        - rodzaj Darkera H.S. Whitney et al. (prawdopodobnie);

      - klasa Orbiliomycetes O.E. Eriksson & Baral 
        - rząd Orbiliales Baral et al.
          - rodzina Orbiliaceae Nannf. zawierająca rodzaje: Hyalorbilia, Orbilia oraz sztuczne rodzaje: Arthrobotrys, Dactylella;

      - klasa Pezizomycetes O.E. Eriksson & K. Winka 
        - rząd Pezizales J. Schröt. 
          - rodzina Ascobolaceae Boud. ex Sacc. zawierająca rodzaje: Ascobolus, Cleistoiodophanus, Cubonia, Saccobolus, Thecotheus;
          - rodzina Ascodesmidaceae J. Schröt. zawierająca rodzaje: Ascodesmis, Eleutherascus, Lasiobolus;
          - rodzina Caloscyphaceae Harmaja zawierająca rodzaj Caloscypha;
          - rodzina Carbomycetaceae Trappe zawierająca rodzaj Carbomyces;
          - rodzina Discinaceae Benedix zawierająca rodzaje: Gymnohydnotrya, Gyromitra, Hydnotrya, Pseudorhizina;
          - rodzina Glaziellaceae J.L. Gibson zawierająca rodzaj Glaziella;
          - rodzina Helvellaceae Fr. zawierająca rodzaje: Balsamia, Barssia, Helvella, Picoa oraz prawdopodobnie rodzaj Cidaris;
          - rodzina Karstenellaceae Harmaja zawierająca rodzaj Karstenella;
          - rodzina Morchellaceae Reichenb. zawierająca rodzaje: Disciotis, Morchella, Verpa;
          - rodzina Pezizaceae Dumort. zawierająca rodzaje: Amylascus, Boudiera, Cazia, Eremiomyces, Hapsidomyces, Hydnobolites, Hydnotryopsis, Iodophanus, Iodowynnea, Kalahartuber, Lepidotia, Marcelleina, Mattiroliomyces, Mycoclelandia, Pachyella, Pachyphloeus, Peziza, Plicaria, Rhodopeziza, Ruhlandiella, Sarcosphaera, Scabropezia, Sphaerozone, Terfezia, Tirmania oraz prawdopodobnie rodzaje: Fischerula, Leucangium;
          - rodzina Pyronemataceae Corda zawierająca rodzaje: Acervus, Aleuria, Aleurina, Anthracobia, Aparaphysaria, Arpinia, Ascocalathium, Ascosparassis, Boubovia, Boudierella, Byssonectria, Chalazion, Cheilymenia, Cleistothelebolus, Dictyocoprotus, Eoaleurina, Galeoscypha, Genea, Geneosperma, Geopora, Geopyxis, Hiemsia, Humaria, Hydnocystis, Hypotarzetta, Jafnea, Kotlabaea, Lamprospora, Lasiobolidium, Lathraeodiscus, Lazuardia, Leucoscypha, Luciotrichus, Melastiza, Miladina, Moravecia, Mycogalopsis, Nannfeldtiella, Neottiella, Nothojafnea, Octospora, Octosporella, Orbicula (prawdopodobnie), Otidea, Otideopsis, Oviascoma, Parascutellinia, Paratrichophaea, Paurocotylis, Petchiomyces, Phaeangium, Pseudaleuria, Pseudombrophila, Psilopezia, Pulvinula, Pyronema, Pyropyxis, Ramsbottomia, Rhizoblepharia, Rhodoscypha, Rhodotarzetta, Scutellinia, Smardaea, Sowerbyella, Sphaerosoma, Sphaerosporella, Spooneromyces, Stephensia, Tazzetta, Tricharina, Trichophaea, Trichophaeopsis, Warcupia, Wenyingia, Wilcoxina;
          - rodzina Rhizinaceae Bonord. zawierająca rodzaj Rhizina;
          - rodzina Sarcoscyphaceae Le Gal ex Eckblad 
            - plemię Boedijnopezizeae zawierające rodzaje: Cookeina, Microstoma;
            - plemię Sarcoscypheae zawierające rodzaje: Sarcoscypha, Wynnea;
            - rodzaje: Aurophora, Chorioactis, Desmazierella, Geodina, Kompsoscypha, Nanoscypha, Phillipsia, Pithya, Pseudopithyella, Thindia;

          - rodzina Sarcosomataceae Kobayasi 
            - plemię Galielleae zawierające rodzaj Galiella;
            - plemię Sarcosomateae zawierające rodzaj Urnula;
            - rodzaje: Donadinia, Korfiella, Plectania, Pseudoplectania, Sarcosoma, Selenaspora oraz prawdopodobnie rodzaje: Neournula, Strobiloscypha), Wolfina;

          - rodzina Tuberaceae Dumort. zawierająca rodzaje: Choiromyces, Dingleya, Labyrinthomyces, Paradoxa, Reddelomyces, Tuber;
          - rodzaje Delastria, Discinella, Filicupula, Loculotuber, Orcadia, Urceolaria oraz prawdopodobnie rodzaj Microeurotium;

      - klasa Sordariomycetes O.E. Eriksson & K. Winka 
        - podklasa Hypocreomycetidae O.E. Eriksson & K. Winka
          - rząd Coronophorales Nannf.
            - rodzina Bertiaceae Smyk zawierająca rodzaj Bertia;
            - rodzina Chaetosphaerellaceae Huhndorf et al. zawierająca rodzaje: Chaetosphaerella, Crassochaeta;
            - rodzina Nitschkiaceae (Fitzp.) Nannf. zawierająca rodzaje: Acanthonitschkea, Biciliosporina, Botryola, Coronophora, Enchnoa, Fracchiaea, Gaillardiella, Groenhiella, Janannfeldtia, Lasiosphaeriopsis, Loranitschkia, Nitschkia, Rhagadostoma, Rhagadostomella;
            - rodzina Scortechiniaceae Huhndorf et al. zawierająca rodzaje: Euacanthe, Neofracchiaea, Scortechinia;

          - rząd Hypocreales Lindau
            - rodzina Bionectriaceae Samuels & Rossman zawierająca rodzaje: Battarrina, Bionectria, Bryocentria, Bryonectria, Clibanites, Dimerosporiella, Globonectria, Halonectria, Heleococcum, Hydropisphaera, Ijuhya, Kallichroma, Lasionectria, Mycoarachis, Mycocitrus, Nectriella, Nectriopsis, Ochronectria, Paranectria, Pronectria, Protocreopsis, Roumegueriella, Selinia, Stilbocrea, Trichonectria, Valsonectria;
            - rodzina Clavicipitaceae (Lindau) Earle ex Rogerson zawierająca rodzaje: Aciculosporium, Ascopolyporus, Atkinsonella, Atricordyceps, Balansia, Berkellella, Cavimalum, Claviceps, Cordycepioideus, Cordyceps, Dussiella, Epichloë, Epicrea, Helminthascus, Heteroepichloë, Hyperdermium, Hypocrella, Konradia, Moelleriella, Mycomalus, Myriogenospora, Neobarya, Neoclaviceps, Neocordyceps, Parepichloë, Podocrella, Romanoa, Shimizuomyces, Sphaerocordyceps, Stereocrea, Torrubiella, Wakefieldiomyces oraz prawdopodobnie rodzaj Loculistroma;
            - rodzina Hypocreaceae De Not. zawierająca rodzaje: Aphysiostroma, Arachnocrea, Dialhypocrea, Hypocrea, Hypocreopsis, Hypomyces, Podostroma, Protocrea, Pseudohypocrea, Rogersonia, Sarawakus, Sphaerostilbella, Sporophagomyces, sztuczne rodzaje: Mycogone, Trichoderma oraz prawdopodobnie rodzaj Syspastospora;
            - rodzina Nectriaceae Tul. & C. Tul. zawierająca rodzaje: Albonectria, Allonectella, Calonectria, Calostilbe, Corallomycetella, Cosmospora, Gibberella, Haematonectria, Lanatonectria, Leuconectria, Nectria, Nectricladiella, Neocosmospora, Neonectria, Ophionectria, Pleogibberella, Pseudonectria, Rubrinectria, Stalagmites, Viridispora, Xenocalonectria, Xenonectriella oraz prowdopodobnie rodzaje: Chaetonectrioides, Persiciospora;
            - rodzina Niessliaceae Kirschst. zawierająca rodzaje: Circioniesslia, Cryptoniesslia, Hyaloseta, Malmeomyces, Melanopsamma, Melchioria, Miyakeomyces, Myrmaeciella, Niesslia, Paraniesslia, Pseudonectriella, Pseudorhynchia, Taiwanascus, Trichosphaerella, Valetoniella, Valetoniellopsis;
            - rodzaje: Bulbithecium, Emericellopsis, Leucosphaerina, Nigrosabulum, Payosphaeria, Peethambara, Peloronectria, Pseudomeliola, Scopinella, Ticonectria, Tilakidium oraz prawdopodobnie rodzaje: Hapsidospora, Metadothella;

          - rząd Melanosporales N. Zhang & M. Blackwell
            - rodzina Ceratostomataceae G. Winter zawierająca rodzaje: Melanospora, Sphaerodes oraz prawdopodobnie rodzaje: Arxiomyces, Erythrocarpon, Pteridiosperma, Pustulipora, Rhytidospora, Setiferotheca;

          - rząd Microascales Luttr. ex Benny & Kimbr.
            - rodzina Chadefaudiellaceae Faurel & Schotter ex Benny & Kimbr. zawierająca rodzaje: Chadefaudiella, Faurelina;
            - rodzina Halosphaeriaceae E. Müll. & Arx ex Kohlm. zawierająca rodzaje: Aniptodera, Anisostagma, Antennospora, Appendichordella, Arenariomyces, Ascosacculus, Ascosalsum, Bathyascus, Bovicornua, Buxetroldia, Carbosphaerella, Ceriosporopsis, Chadefaudia, Corallicola, Corollospora, Cucullosporella, Etheirophora, Falcatispora, Fluviatispora, Haligena, Halosarpheia, Halosphaeria, Halosphaeriopsis, Iwilsoniella, Lanspora, Lautisporiopsis, Lignincola, Limacospora, Littispora, Luttrellia, Magnisphaera, Marinospora, Matsusphaeria, Moana, Morakotiella, Nais, Natantispora, Naufragella, Nautosphaeria, Neptunella, Nereiospora, Nimbospora, Nohea, Ocostaspora, Ondiniella, Ophiodeira, Panorbis, Phaeonectriella, Remispora, Saagaromyces, Thalassogena, Tirispora, Trailia, Trichomaris, Tunicatispora;
            - rodzina Microascaceae Luttr. ex Malloch zawierająca rodzaje: Anekabeeja, Canariomyces, Enterocarpus, Kernia, Lophotrichus, Microascus, Petriella, Pseudallescheria;
            - rodzaje: Ceratocystis, Cornuvesica, Sphaeronaemella, Viennotidia oraz prawdopodobnie rodzaj Gondwanamyces;

          - rodzaje: Ascocodinaea, Flammispora, Porosphaerellopsis;

        - podklasa Sordariomycetidae O.E. Eriksson & K. Winka
          - rząd Boliniales P.F. Cannon
            - rodzina Boliniaceae Rick zawierająca rodzaje: Apiocamarops, Camarops, Endoxyla;

          - rząd Chaetosphaeriales Huhndorf et al.
            - rodzina Chaetosphaeriaceae Réblová et al. zawierająca rodzaje: Ascochalara, Australiasca, Chaetosphaeria, Zignoëlla, Lecythothecium, Melanochaeta, Porosphaerella, Striatosphaeria;

          - rząd Coniochaetales Huhndorf et al.
            - rodzina Coniochaetaceae Malloch & Cain zawierająca rodzaje: Barrina, Coniochaeta, Coniochaetidium, Coniolaria, Ephemeroascus, Poroconiochaeta oraz prawdopodobnie rodzaje: Ascotrichella, Synaptospora;

          - rząd Calosphaeriales M.E. Barr
            - rodzina Calosphaeriaceae Munk zawierająca rodzaje: Calosphaeria, Jattaea, Pachytrype, Phragmocalosphaeria, Romellia, Togniniella oraz prawdopodobnie rodzaje: Kacosphaeria, Sulcatistroma, Wegelina;
            - rodzina Pleurostomataceae Réblová et al.zawierająca rodzaj Pleurostoma;

          - rząd Diaporthales Nannf.
            - rodzina Diaporthaceae von Höhnel ex Wehm. zawierająca rodzaje: Apioporthella, Diaporthe, Mazzantia;
            - rodzina Gnomoniaceae G. Winter zawierająca rodzaje: Anisogramma, Anisomyces, Apiognomonia, Bagcheea, Clypeoporthe, Cryptodiaporthe, Cryptosporella, Diaporthella, Diplacella, Ditopella, Ditopellopsis, Gnomonia, Gnomoniella, Lambro, Linospora, Mamiania, Mamianiella, Ophiognomonia, Ophiovalsa, Phragmoporthe, Phylloporthe, Plagiostoma, Pleuroceras, Skottsbergiella, Stegophora, Uleoporthe, Valseutypella, Xenotypa;
            - rodzina Melanconidaceae G. Winter zawierająca rodzaje: Botanamphora, Ceratoporthe, Chapeckia, Cytomelanconis, Dicarpella, Dictyoporthe, Freminaevia, Hapalocystis, Hypophloeda, Kensinjia, Macrodiaporthe, Massariovalsa, Mebarria, Melanamphora, Melanconis, Melogramma, Phragmodiaporthe, Plagiophiale, Plagiostigme, Prosthecium, Prostratus, Pseudovalsa, Pseudovalsella, Sydowiella, Wehmeyera, Wuestneia, Wuestneiopsis oraz prawdopodobnie rodzaj Gibellia;
            - rodzina Togniniaceae Réblová et al. zawierająca rodzaj Togninia;
            - rodzina Valsaceae Tul. & C. Tul. zawierająca rodzaje: Amphiporthe, Apioplagiostoma, Chadefaudiomyces, Clypeoporthella, Cryptascoma, Ditopellina, Durispora, Hypospilina, Kapooria, Leptosillia, Leucostoma, Maculatipalma, Paravalsa, Phruensis, Rossmania, Sillia, Valsa, Valsella;
            - rodzina Vialaeaceae P.F. Cannon zawierająca rodzaj Vialaea;
            - rodzaje: Anisomycopsis, Apiosporopsis, Caudospora, Chromendothia, Chrysoporthe, Cryphonectria, Cryptoleptosphaeria, Cryptonectriella, Cryptonectriopsis, Endothia, Hercospora, Jobellisia, Keinstirschia, Lollipopaia, Pedumispora, Pseudocryptosporella, Pseudothis, Rostraureum, Savulescua, Schizoparme, Stioclettia, Vismya oraz prawdopodobnie rodzaje: Exormatostoma, Sphaerognomoniella, Trematovalsa;

          - rząd Ophiostomatales Benny & Kimbr.
            - rodzina Kathistaceae Malloch & M. Blackw. zawierająca rodzaj Kathistes;
            - rodzina Ophiostomataceae Nannf. zawierająca rodzaje: Fragosphaeria, Klasterskya, Ophiostoma, Spumatoria, Subbaromyces;

          - rząd Sordariales Chadefaud, in Chadefaud & Emberger ex D. Hawksw. & O.E. Eriksson
            - rodzina Chaetomiaceae G. Winter zawierająca rodzaje: Achaetomium, Aporothielavia, Bommerella, Boothiella, Chaetomidium, Chaetomiopsis, Chaetomium, Corynascella, Corynascus, Emilmuelleria, Farrowia, Guanomyces, Subramaniula, Thielavia, Zopfiella;
            - rodzina Lasiosphaeriaceae Nannf. zawierająca rodzaje: Anopodium, Apiosordaria, Apodospora, Arecacicola, Arniella, Arnium, Bombardia, Bombardioidea, Camptosphaeria, Cercophora, Diffractella, Emblemospora, Eosphaeria, Fimetariella, Jugulospora, Lacunospora, Lasiosphaeria, Periamphispora, Podospora, Pseudocercophora, Schizothecium, Strattonia, Thaxteria, Triangularia, Tripterosporella, Zygopleurage, Zygospermella;
            - rodzina Sordariaceae G. Winter zawierająca rodzaje: Apodus, Cainiella, Copromyces, Diplogelasinospora, Neurospora, Pseudoneurospora, Sordaria, Stellatospora oraz prawdopodobnie rodzaje: Effetia, Guilliermondia;
            - rodzaje: Acanthotheciella, Bombardiella, Coronatomyces, Globosphaeria, Immersiella, Isia, Lockerbia, Melanocarpus, Onygenopsis, Phaeosporis, Reconditella, Rhexosporium, Roselliniella, Roselliniomyces, Roselliniopsis, Utriascus oraz prawdopodobnie rodzaje: Ascolacicola, Monosporascus, Nitschkiopsis, Savoryella;

          - rodzina Annulatascaceae S.W. Wong et al. zawierająca rodzaje: Annulatascus, Annulusmagnus, Aqualignicola, Aquaticola, Ascitendus, Brunneosporella, Cataractispora, Clohiesia, Cyanoannulus, Diluviocola, Fluminicola, Frondicola, Pseudoproboscispora, Rhamphoria, Submersisphaeria, Torrentispora, Vertexicola;
          - rodzina Cephalothecaceae Höhn. zawierająca rodzaje: Albertiniella, Cephalotheca, Cryptendoxyla;
          - rodzina Helminthosphaeriaceae Samuels et al. zawierająca rodzaje: Echinosphaeria, Helminthosphaeria, Ruzenia, Tengiomyces;
          - rodzina Papulosaceae Winka & O.E. Eriksson zawierająca rodzaj Papulosa;
          - rodzaje: Ascotaiwania, Ascovaginospora, Biconiosporella, Carpoligna, Caudatispora, Ceratosphaeria, Conioscyphascus, Garethjonesia, Lasiosphaeriella, Lasiosphaeris, Leptosporella, Linocarpon, Merugia, Mycomedusiospora, Myelosperma, Neolinocarpon, Phaeotrichosphaeria, Phragmodiscus, Plagiosphaera, Spinulosphaeria, Wallrothiella;

        - podklasa Xylariomycetidae O.E. Eriksson & K. Winka
          - rząd Xylariales Nannf.
            - rodzina Amphisphaeriaceae G. Winter zawierająca rodzaje: Amphisphaerella, Amphisphaeria, Atrotorquata, Arecophila, Blogiascospora, Cainia, Cannonia, Ceriophora, Chitonospora, Discostroma, Distorimula, Dyrithiopsis, Flagellosphaeria, Frondispora, Griphosphaerioma, Iodosphaeria, Lanceispora, Lindquistomyces, Manokwaria, Monographella, Mukhakesa, Neobroomella, Neohypodiscus, Ommatomyces, Paracainiella, Urosporellopsis, Xylochora oraz prawdopodobnie rodzaje: Broomella, Capsulospora, Ceriospora, Clypeophysalospora, Dyrithium, Ellurema, Leiosphaerella, Lepteutypa, Oxydothis, Pemphidium, Pestalosphaeria, Reticulosphaeria, Urosporella;
            - rodzina Clypeosphaeriaceae G. Winter zawierająca rodzaje: Aquasphaeria, Brunneiapiospora, Ceratostomella, Clypeosphaeria, Crassoascus, Duradens, Palmomyces, Pseudovalsaria oraz prawdopodobnie rodzaje: Apioclypea, Apiorhynchostoma;
            - rodzina Diatrypaceae Nitschke zawierająca rodzaje: Anthostoma, Cryptosphaeria, Diatrype, Diatrypella, Echinomyces, Eutypa, Eutypella, Leptoperidia, Quaternaria;
            - rodzina Graphostromataceae M.E. Barr et al. zawierająca rodzaj Graphostroma;
            - rodzina Hyponectriaceae Petr. zawierająca rodzaje: Apiothyrium, Arwidssonia, Cesatiella, Chamaeascus, Charonectria, Discosphaerina, Exarmidium, Hyponectria, Micronectria, Papilionovela, Pellucida, Physalospora, Pseudomassaria, Rhachidicola, sztuczny rodzaj Aureobasidium oraz prawdopodobnie rodzaje: Arecomyces, Xenothecium;
            - rodzina Xylariaceae Tul. & C. Tul. zawierająca rodzaje: Amphirosellinia, Anthostomella, Appendixia, Areolospora, Ascovirgaria, Astrocystis, Barrmaelia, Biscogniauxia, Calceomyces, Camillea, Chaenocarpus, Collodiscula, Creosphaeria, Cyanopulvis, Daldinia, Discoxylaria, Engleromyces, Entoleuca, Entonaema, Euepixylon, Fasciatispora, Fassia, Gigantospora, Guestia, Halorosellinia, Helicogermslita, Holttumia, Hypocopra, Hypoxylon, Induratia, Jumillera, Kretzschmaria, Kretzschmariella, Leprieuria, Lopadostoma, Myconeesia, Nemania, Nipicola, Obolarina, Occultitheca, Ophiorosellinia, Pandanicola, Paramphisphaeria, Phylacia, Pidoplitchkoviella, Podosordaria, Poroleprieuria, Poronia, Pulveria, Rhopalostroma, Rosellinia, Sabalicola, Sarcoxylon, Spirodecospora, Stereosphaeria, Stilbohypoxylon, Striatodecospora, Stromatoneurospora, Thamnomyces, Theissenia, Thuemenella, Versiomyces, Vivantia, Wawelia, Whalleya, Xylaria oraz prawdopodobnie rodzaje: Ascotricha, Emarcea, Leptomassaria, Paucithecium, Sclerodermatopsis, Seynesia, Steganopycnis;
            - rodzaje: Adomia, Diamantinia, Lasiobertia, Palmicola, Pulmosphaeria, Yuea;

        - rząd Lulworthiales Kohlm. et al.
          - rodzina Lulworthiaceae Kohlm. et al. zawierająca rodzaje: Haloguignardia, Kohlmeyeriella, Lindra, Lulwoana, Lulwoidea, Lulworthia;
          - rodzina Spathulosporaceae Kohlmeyer zawierająca rodzaj Spathulospora;

        - rząd Meliolales Gäum. ex D. Hawksw. & O.E. Eriksson
          - rodzina Armatellaceae Hosag. zawierająca rodzaj Armatella;
          - rodzina Meliolaceae G.W. Martin ex Hansf. zawierająca rodzaje: Amazonia, Appendiculella, Asteridiella, Ceratospermopsis, Cryptomeliola, Endomeliola, Haraea, Irenopsis, Laeviomeliola, Leptascospora, Meliola, Ophiociliomyces, Ophioirenina, Pauahia, Pleomerium, Prataprajella, Ticomyces, Urupe oraz prawdopodobnie rodzaje: Hypasteridium, Metasteridium, Parasteridium, Pleomeliola, Xenostigme;

        - rząd Phyllachorales M.E. Barr
          - rodzina Phaeochoraceae K.D. Hyde et al. zawierająca rodzaje: Cocoicola, Phaeochora, Phaeochoropsis, Serenomyces;
          - rodzina Phyllachoraceae Theiss. & H. Syd. zawierająca rodzaje: Apiosphaeria, Brobdingnagia, Coccodiella, Deshpandiella, Diachora, Diatractium, Erikssonia, Gibellina, Imazekia, Isothea, Lichenochora, Lindauella, Maculatifrons, Malthomyces, Marinosphaera, Muelleromyces, Neoflageoletia, Ophiodothella, Orphnodactylus, Oxodeora, Parberya, Phaeochorella, Phycomelaina, Phyllachora, Phylleutypa, Phyllocrea, Polystigma, Pseudothiella, Pterosporidium, Rehmiodothis, Retroa, Rikatlia, Schizochora, Sphaerodothella, Sphaerodothis, Stigmochora, Stromaster, Telimena, Telimenella, Telimenochora, Trabutia, Uropolystigma, Vitreostroma, Zimmermanniella oraz prawdopodobnie rodzaje: Geminispora, Lohwagia, Petrakiella;

        - rząd Trichosphaeriales M.E. Barr
          - rodzina Trichosphaeriaceae G. Winter zawierająca rodzaje: Acanthosphaeria, Collematospora, Coniobrevicolla, Cresporhaphis, Cryptadelphia, Eriosphaeria, Fluviostroma, Kananascus, Miyoshiella, Neorehmia, Oplothecium, Rizalia, Schweinitziella, Setocampanula, Trichosphaeria, Umbrinosphaeria, Unisetosphaeria;

        - rodzina Apiosporaceae K.D. Hyde et al. zawierająca rodzaje: Apiospora, Appendicospora;
        - rodzina Catabotrydaceae Petrak ex M.E. Barr zawierająca rodzaj Catabotrys;
        - rodzina Magnaporthaceae P.F. Cannon zawierająca rodzaje: Buergenerula, Clasterosphaeria, Clavatisporella, Gaeumannomyces, Juncigena, Magnaporthe, Omnidemptus, Ophioceras, Pseudohalonectria oraz prawdopodobnie rodzaj Herbampulla;
        - rodzina Obryzaceae Körb. zawierająca rodzaj Obryzum;
        - rodzina Thyridiaceae O.E. Eriksson & J.Z. Yu zawierająca rodzaje: Balzania, Mattirolia, Thyridium, Thyronectroidea;
        - rodzaje Abyssomyces, Acerbiella, Acrospermoides, Ameromassaria, Amphisphaerellula, Amphisphaerina, Amphorulopsis, Amylis, Anthostomaria, Anthostomellina, Apharia, Apodothina, Aquadulciospora, Aquamarina, Aropsiclus, Ascorhiza, Assoa, Aulospora, Azbukinia, Bactrosphaeria, Biporispora, Bombardiastrum, Brenesiella, Byrsomyces, Byssotheciella, Caleutypa, Calosphaeriopsis, Caproniella, Chaetoamphisphaeria, Ciliofusospora, Clypeoceriospora, Clypeosphaerulina, Cryptoascus, Cryptomycina, Cryptovalsa, Cucurbitopsis, Curvatispora, Dasysphaeria, Delpinoëlla, Diacrochordon, Dontuzia, Dryosphaera, Endoxylina, Esfandiariomyces, Frondisphaera, Glabrotheca, Glomerella, Heliastrum, Hyaloderma, Hydronectria, Hypotrachynicola, Iraniella, Khuskia, Konenia, Kravtzevia, Kurssanovia, Lecythium, Leptosacca, Leptosphaerella, Leptosporina, Lyonella, Mangrovispora, Melomastia, Microcyclephaeria, Mirannulata, Neolamya, Neothyridaria, Oceanitis, Ophiomassaria, Ornatispora, Pareutypella, Phomatospora, Phyllocelis, Plectosphaerella, Pleocryptospora, Pleosphaeria, Pontogeneia, Porodiscus, Protocucurbitaria, Pulvinaria, Pumilus, Rehmiomycella, Rhamphosphaeria, Rhizophila, Rhopographella, Rhynchosphaeria, Rimaconus, Rivulicola, Romellina, Saccardoëlla, Sarcopyrenia, Sartorya, Scharifia, Scoliocarpon, Scotiosphaeria, Servaziella, Sporoctomorpha, Stearophora, Stegophorella, Stellosetifera, Stomatogenella, Strickeria, Synsphaeria, Tamsiniella, Thelidiella, Thyridella, Thyrotheca, Torpedospora, Trichospermella, Trichosphaeropsis, Tunstallia, Vleugelia, Zignoina oraz prawdopodobnie rodzaje: Naumovela, Neocryptospora;

      - rząd Lahmiales O.E. Eriksson 
        - rodzina Lahmiaceae O.E. Eriksson zawierająca rodzaj Lahmia;

      - rząd Medeolariales Korf
        - rodzina Medeolariaceae Korf zawierająca rodzaj Medeolaria;

      - rząd Triblidiales O.E. Eriksson 
        - rodzina Triblidiaceae Rehm zawierająca rodzaje: Huangshania, Pseudographis, Triblidium;

    - podgromada Saccharomycotina O.E. Eriksson & K. Winka 
      - klasa Saccharomycetes G. Winter 
        - rząd Saccharomycetales Kudrjavcev
          - rodzina Ascoideaceae J. Schröter zawierająca rodzaj Ascoidea;
          - rodzina Dipodascaceae Engl. & E. Gilg zawierająca rodzaje: Dipodascus, Galactomyces oraz prawdopodobnie rodzaje: Sporopachydermia, Stephanoascus, Wickerhamiella, Yarrowia, Zygoascus;
          - rodzina Cephaloascaceae L.R. Batra zawierająca rodzaj Cephaloascus;
          - rodzina Endomycetaceae J. Schröt. zawierająca rodzaje: Ascocephalophora, Endomyces oraz prawdopodobnie rodzaje: Phialoascus, Trichomonascus;
          - rodzina Eremotheciaceae Kurtzman zawierająca rodzaj Eremothecium oraz prawdopodobnie rodzaj Coccidiascus;
          - rodzina Lipomycetaceae E.K. Novák & Zsolt zawierająca rodzaje: Babjevia, Dipodascopsis, Lipomyces, Zygozyma, oraz prawdopodobnie rodzaj Kawasakia;
          - rodzina Metschnikowiaceae T. Kamienski zawierająca rodzaje: Clavispora, Metschnikowia;
          - rodzina Saccharomycetaceae G. Winter zawierająca rodzaje: Arxiozyma, Kluyveromyces, Saccharomyces, Tetrapisispora, Torulaspora, Zygosaccharomyces oraz prawdopodobnie rodzaje: Citeromyces, Cyniclomyces, Debaryomyces, Dekkera, Issatchenkia, Lodderomyces, Pachysolen, Pichia, Saturnispora, Williopsis;
          - rodzina Saccharomycodaceae Kudrjavzev zawierająca rodzaj Saccharomycodes oraz prawdopodobnie rodzaje: Hanseniaspora, Nadsonia, Wickerhamia;
          - rodzina Saccharomycopsidaceae Arx & van der Walt zawierająca rodzaj Saccharomycopsis oraz prawdopodobnie rodzaj Ambrosiozyma;
          - rodzaj Ascobotryozyma oraz sztuczne rodzaje: Candida, Sympodiomyces;

    - podgromada Taphrinomycotina O.E. Eriksson & K. Winka 
      - klasa Neolectomycetes O.E. Eriksson & K. Winka 
        - rząd Neolectales S. Landvik et al.
          - rodzina Neolectaceae Redhead zawierająca rodzaj Neolecta;

      - klasa Pneumocystidomycetes O.E. Eriksson & K. Winka 
        - rząd Pneumocystidales O.E. Eriksson
          - rodzina Pneumocystidaceae O.E. Eriksson zawierająca rodzaj Pneumocystis;

      - klasa Schizosaccharomycetes O.E. Eriksson & K. Winka 
        - rząd Schizosaccharomycetales O.E. Eriksson et al.
          - rodzina Schizosaccharomycetaceae Beij. ex Klöcker zawierająca rodzaj Schizosaccharomyces;

      - klasa Taphrinomycetes O.E. Eriksson & K. Winka 
        - rząd Taphrinales Gäum. & C.W. Dodge
          - rodzina Protomycetaceae Gray zawierająca rodzaje: Burenia, Protomyces, Protomycopsis, Taphridium, Volkartia oraz sztuczny rodzaj Saitoella;
          - rodzina Taphrinaceae Gäum. zawierająca rodzaj Taphrina;

        - rodzaj Saitoëlla;

    - rodzina Amorphothecaceae Parbery zawierająca rodzaj Amorphotheca;
    - rodzina Aphanopsidaceae Printzen & Rambold zawierająca rodzaj Aphanopsis;
    - rodzina Aspidotheliaceae Räsenen ex J.C. David & D. Hawksw. zawierająca rodzaje: Aspidothelium, Musaespora;
    - rodzina Batistiaceae Samuels & K.F. Rodrigues zawierająca rodzaj Batistia;
    - rodzina Coniocybaceae Reichenb. zawierająca rodzaje: Chaenotheca, Sclerophora;
    - rodzina Diporothecaceae R.K. Mibey & D. Hawksw. zawierająca rodzaj Diporotheca;
    - rodzina Eoterfeziaceae G.F. Atk. zawierająca rodzaje: Acanthogymnomyces, Eoterfezia;
    - rodzina Epigloeaceae Zahlbr. zawierająca rodzaj Epigloea;
    - rodzina Hispidicarpomycetaceae Nakagiri zawierająca rodzaj Hispidicarpomyces;
    - rodzina Koralionastetaceae Kohlm. & Volkm.-Kohlm. zawierająca rodzaj Koralionastes;
    - rodzina Lautosporaceae Kohlm. et al. zawierająca rodzaj Lautospora;
    - rodzina Mastodiaceae Zahlbr. zawierająca rodzaje: Mastodia, Turgidosculum;
    - rodzina Microcaliciaceae Tibell zawierająca rodzaj Microcalicium;
    - rodzina Mucomassariaceae Petr. & Cif. zawierająca rodzaj Mucomassaria
    - rodzina Phyllobatheliaceae Bitter & F. Schill. zawierająca rodzaje: Phyllobathelium, Phyllocratera;
    - rodzina Pleurotremataceae W. Watson zawierająca rodzaje: Daruvedia, Pleurotrema;
    - rodzina Protothelenellaceae Vezda et al. zawierająca rodzaje: Mycowinteria, Protothelenella, Thrombium;
    - rodzina Pseudeurotiaceae Malloch & Cain zawierająca rodzaje: Connersia, Leuconeurospora, Pleuroascus, Pseudeurotium oraz prawdopodobnie rodzaj Neelakesa;
    - rodzina Saccardiaceae Höhn. zawierająca rodzaje: Angatia, Ascolectus, Cyanodiscus, Dictyonella, Epibelonium, Johansonia, Phillipsiella, Pseudodiscus, Rivilata, Saccardia, Schenckiella, Vonarxella;
    - rodzina Seuratiaceae Vuill. ex M.E. Barr zawierająca rodzaj Seuratia oraz prawdopodobnie rodzaj Seuratiopsis;
    - rodzina Testudinaceae Arx zawierająca rodzaje: Eremodothis, Lepidosphaeria, Neotestudina, Testudina, Ulospora;
    - rodzina Thelenellaceae H. Mayrhofer zawierająca rodzaje: Julella, Thelenella oraz prawdopodobnie rodzaj Chromatochlamys;
    - rodzina Thelocarpaceae Zukal zawierająca rodzaje: Melanophloea, Sarcosagium, Thelocarpon;
    - rodzina Xanthopyreniaceae Zahlbr. zawierająca rodzaje: Collemopsidium, Didymellopsis, Pyrenocollema, Zwackhiomyces;
    - rodzaje: Allophoron, Antimanoa, Apiotypa, Argentinomyces, Arthopyreniomyces, Ascocorticiellum, Ascomauritiana, Ascosorus, Ascosubramania, Ascoxyta, Astomella, Atractobolus, Baculospora, Batistospora, Berggrenia, Biflua, Bresadolina, Brucea, Carnia, Cerastoma, Cladosphaera, Clathroporinopsis, Clypeolum, Coryneliella, Cyanopyrenia, Cylindrotheca, Diaboliumbilicus, Diehliomyces, Dipyrgis, Discocera, Dryinosphaera, Eiona, Endocolium, Erispora, Farriolla, Feracia, Flakea, Frigidispora, Gaeumanniella, Gonidiomyces, Gyrophthorus, Haematomyxa, Haplopyrenulomyces, Hapsidascus, Harmandiana, Helicogonium, Heterocyphelium, Heuflera, Hyalodermella, Hyalopyrenula, Hymenobia, Hypnotheca, Igneocumulus, Kirschsteiniothelia, Leucoconiella, Leucoconis, Lichenopeziza, Limboria, Lohwagiella, Ludwigomyces, Lyromma, Marisolaris, Micromastia, Molgosphaera, Mycotodea, Myrmaecium, Normandina, Ochrosphaera, Phaeodothiopsis, Phellostroma, Phialisphaera, Phragmitensis, Phthora, Phylloporina, Pocsia, Porinula, Potamomyces, Protocalicium, Pseudohepatica, Pseudoperitheca, Psilosphaeria, Pteromycula, Pustularia, Pycnodermellina, Retrostium, Roeslerina, Schistophoron, Scutomyces, Splanchnospora, Stellifraga, Stigmatea, Stigmatisphaera, Stigmea, Swampomyces, Symbiotaphrina, Syphosphaera, Telioclipeum, Thallisphaera, Trichosphaera, Tromeropsis, Tylophoron, Ulvella, Wadeana, Xenomyxa, Xylobotryum, Xylogone, sztuczne rodzaje: Aenigmatospora, Phialophora oraz prawdopodobnie rodzaje: Crinigera, Cystodium, Elaeomyces, Enduria, Lithopythium, Myriococcum, Nemacola, Phacidiostromella, Phelonitis, Porosphaera, Roesleria, Rostafinskia, Sachsia, Trichoplacia, Wolkia;

  - gromada Basidiomycota H.C. Bold ex R.T. Moore 
    - podgromada Agaricomycotina Doweld 
      - klasa Agaricomycetes Doweld 
        - podklasa Agaricomycetidae Locquin ex Parmasto 
          - rząd Agaricales Underw. 
            - rodzina Agaricaceae Chevall. zawierająca rodzaje: Agaricus, Allopsalliota, Araneosa, Chamaemyces, Chlorolepiota, Chlorophyllum, Clarkeinda, Clavogaster, Constricta, Crucispora, Cystoagaricus, Cystolepiota, Endolepiotula, Endoptychum, Gasterellopsis, Gymnogaster, Gyrophragmium, Heinemannomyces, Hiatulopsis, Holocotylon, Hymenagaricus, Hypogaea, Janauaria, Lepiota, Lepiotophyllum, Leucoagaricus, Leucocoprinus, Longula, Macrolepiota, Melanophyllum, Metraria, Metrodia, Micropsalliota, Coprinellus, Neosecotium, Notholepiota, Panaeolopsis, Phaeopholiota, Phlebonema, Phyllogaster, Podaxis, Pseudoauricularia, Rugosospora, Schinzinia, Secotium, Singerina, Smithiogaster, Smithiomyces, Termiticola, Verrucospora, Volvigerum, Volvolepiota, Xanthagaricus;
            - rodzina Bolbitiaceae zawierająca rodzaje: Agrocybe, Agrogaster, Bolbitius, Conocybe, Cyttarophyllopsis, Galeropsis, Hebeloma, Naucoria, Panaeolina, Panaeolus, Tubariopsis, Tympanella, Wielandomyces;
            - rodzina Broomeiaceae zawierająca rodzaje: Broomeia, Diplocystis;
            - rodzina Clavariaceae zawierająca rodzaje: Clavaria, Clavulina, Clavulinopsis, Macrotyphula, Multiclavula, Pistillaria, Pterula, Setigeroclavula, Typhula;
            - rodzina Coprinaceae Overeem & Weese zawierająca rodzaje: Anellaria, Copelandia, Coprinus, Gasteroagaricoides, Macrometrula, Psathyrella, Xerocoprinus;
            - rodzina Cortinariaceae zawierająca rodzaje: Chromocyphella, Cortinarius, Crepidotus, Cuphocybe, Episphaeria, Flammulaster, Galerina, Gymnopilus, Hebelomina, Inocybe, Kjeldsenia, Leucocortinarius, Mycolevis, Nanstelocephala, Phaeocollybia, Phaeomarasmius, Phaeosolenia, Pseudogymnopilus, Pyrrhoglossum, Rozites, Simocybe, Stephanopus, Tubaria;
            - rodzina Entolomataceae zawierająca rodzaje: Clitopilus, Entoloma, Rhodocybe, Rhodocybella, Rhodogaster, Richoniella;
            - rodzina Fistulinaceae zawierająca rodzaje: Fistulina, Pseudofistulina;
            - rodzina Gigaspermaceae Jülich
            - rodzina Hemigasteraceae
            - rodzina Hydnangiaceae zawierająca rodzaje: Maccagnia, Podohydnangium;
            - rodzina Hygrophoraceae zawierająca rodzaje: Camarophyllus, Humidicutis, Hygroaster, Hygrocybe, Hygrophorus, Hygrotrama, Neohygrophorus;
            - rodzina Lycoperdaceae zawierająca rodzaje: Bovista, Calvatia, Disciseda, Langermannia, Lycoperdon, Morganella, Mycenastrum, Vascellum;
            - rodzina Marasmiaceae zawierająca rodzaje: Amyloflagellula, Anastrophella, Baeospora, Campanella, Cephaloscypha, Chaetocalathus, Cymatellopsis, Dactylosporina, Epicnaphus, Fissolimbus, Flagelloscypha, Flammulina, Hispidocalyptella, Lentinula, Macrocystidia, Manuripia, Marasmiellus, Marasmius, Merismodes, Nochascypha, Omphalotus, Oudemansiella, Phaeodepas, Physalacria, Rhodocollybia, Setulipes, Skepperiella, Tetrapyrgos, Xerula;
            - rodzina Mesophelliaceae zawierająca rodzaje: Castoreum, Mesophellia;
            - rodzina Mycenastraceae
            - rodzina Niaceae
            - rodzina Nidulariaceae zawierająca rodzaje: Crucibulum, Cyathus, Mycocalia, Nidula, Nidularia;
            - rodzina Phelloriniaceae zawierająca rodzaje: Dictyocephalos, Phellorinia;
            - rodzina Pleurotaceae zawierająca rodzaje: Agaricochaete, Hohenbuehelia, Pleurotus;
            - rodzina Pluteaceae zawierająca rodzaje: Amanita, Limacella, Chamaeota, Pluteus, Volvariella;
            - rodzina Pterulaceae zawierająca rodzaje: Parapterulicium, Pterulicium;
            - rodzina Schizophyllaceae zawierająca rodzaje: Auriculariopsis, Chaetocypha, Porotheleum, Schizophyllum;
            - rodzina Strophariaceae zawierająca rodzaje: Leratiomyces, Mythicomyces, Nivatogastrium, Pholiota, Psilocybe;
            - rodzina Tulostomataceae E. Fisch. zawierająca rodzaje: Battarraeoides, Battarrea, Chlamydopus, Queletia, Schizostoma, Tulostoma;
            - rodzina Typhulaceae
            - rodzina Tricholomataceae zawierająca rodzaje: Aeruginospora, Amparoina, Armillaria, Armillariella, Arthrosporella, Asproinocybe, Austroomphaliaster, Callistodermatium, Calocybe, Calyptella, Camarophyllopsis, Cantharellopsis, Cantharellula, Cantharocybe, Catathelasma, Catatrama, Cheimonophyllum, Chromosera, Clavomphalia, Clitocybe, Clitocybula, Collybia, Conchomyces, Crinipellis, Cynema, Cyphellocalathus, Delicatula, Dendrocollybia, Dennisiomyces, Fayodia, Flabellimycena, Floccularia, Gerronema, Gymnopus, Haasiella, Hemimycena, Hydropus, Hypsizygus, Laccaria, Lampteromyces, Lentinellus, Lentinus, Lepista, Leucopaxillus, Leucopholiota, Lyophyllopsis, Lyophyllum, Macrocybe, Megacollybia, Melanoleuca, Metulocyphella, Mycena, Mycenella, Mycoalvimia, Myxomphalia, Nothopanus, Omphalina, Ossicaulis, Palaeocephala, Panellus, Panus, Peglerochaete, Pegleromyces, Phaeolepiota, Phaeomycena, Phyllotopsis, Physocystidium, Pleurella, Pleurocybella, Pseudoarmillariella, Pseudobaeospora, Pseudoclitocybe, Resinomycena, Resupinatus, Rhodotus, Rickenella, Rimbachia, Ripartites, Semiomphalina, Sinotermitomyces, Squamanita, Stanglomyces, Stigmatolemma, Tectella, Tephrocybe, Tricholoma, Tricholomopsis, Xeromphalina;

          - rząd Atheliales Jülich zawierający rodzaje: Athelia, Piloderma, Tylospora;
          - rząd Boletales E.-J. Gilbert 
            - rodzina Beenakiaceae
            - rodzina Boletaceae Chevall. zawierająca rodzaje: Boletellus, Boletochaete, Boletus, Chalciporus, Gastroleccinum, Gastrotylopilus, Gyroporus, Leccinum, Phylloporus, Pulveroboletus, Royoungia, Setogyroporus, Sinoboletus, Tubosaeta, Tylopilus, Veloporphyrellus, Xanthoconium, Xerocomus;
            - rodzina Boletinellaceae zawierająca rodzaj Phlebopus;
            - rodzina Coniophoraceae zawierająca rodzaje: Coniophora, Gyrodontium, Jaapia, Leucogyrophana, Serpula;
            - rodzina Diplocystaceae
            - rodzina Gasterellaceae zawierająca rodzaj Gasterella;
            - rodzina Gastrosporiaceae zawierająca rodzaj Gastrosporium;
            - rodzina Gomphidiaceae zawierająca rodzaje: Brauniellula, Chroogomphus, Cystogomphus, Gomphidius, Gomphogaster;
            - rodzina Gyroporaceae
            - rodzina Hygrophoropsidaceae
            - rodzina Hymenogasteraceae
            - rodzina Leucogastraceae
            - rodzina Melanogastraceae zawierająca rodzaje: Alpova, Leucogaster, Melanogaster;
            - rodzina Octavianinaceae
            - rodzina Paxillaceae zawierająca rodzaje: Gyrodon, Hygrophoropsis, Neopaxillus, Paxillus;
            - rodzina Protogastraceae zawierająca rodzaj Protogaster;
            - rodzina Rhizopogonaceae zawierająca rodzaj Rhizopogon;
            - rodzina Sclerodermataceae zawierająca rodzaje: Pisolithus, Scleroderma;
            - rodzina Suillaceae
            - rodzina Xerocomaceae

        - podklasa Phallomycetidae Locquin ex K. Hosaka et al. 
          - rząd Geastrales K. Hosaka & Castellano 
            - rodzina Geastraceae zawierająca rodzaj Geastrum;
            - rodzina Sphaerobolaceae zawierająca rodzaj Sphaerobolus;
            - rodzaj Radiigera;

          - rząd Gomphales Jülich 
            - rodzina Gomphaceae zawierająca rodzaje: Beenakia, Clavariadelphus, Gloeocantharellus, Gomphus, Kavinia, Ramaricium;
            - rodzina Ramariaceae zawierająca rodzaje: Gautieria, Ramaria;

          - rząd Hysterangiales K. Hosaka & Castellano
            - rodzina Hysterangiaceae zawierająca rodzaje: Gallacea, Hysterangium;
            - rodzaje: Austrogautieria, Phallogaster;

          - rząd Phallales E. Fisch. 
            - rodzina Clathraceae zawierająca rodzaje: Anthurus, Aseroe, Clathrus, Laternea;
            - rodzina Claustulaceae (prawdopodobnie) zawierająca rodzaj Claustula;
            - rodzina Gelopellidaceae (prawdopodobnie) zawierająca rodzaj Gelopellis;
            - rodzina Phallaceae zawierająca rodzaje: Dyctiphora, Mutinus, Phallus;
            - rodzina Protophallaceae (prawdopodobnie) zawierająca rodzaje: Claverula, Protubera;

        - rząd Auriculariales J. Schröt. 
          - rodzina Auriculariaceae zawierająca rodzaje: Auricularia, Jola;
          - rodzaje: Bourdotia, Exidia;

        - rząd Cantharellales Gäum. 
          - rodzina Aphelariaceae
          - rodzina Botryobasidiaceae zawierająca rodzaj Botryobasidium;
          - rodzina Cantharellaceae J. Schröt. zawierająca rodzaje: Cantharellus, Craterellus;
          - rodzina Ceratobasidiaceae (prawdopodobnie) zawierająca rodzaj Ceratobasidium;
          - rodzina Clavulinaceae
          - rodzina Hydnaceae zawierająca rodzaj Hydnum oraz prawdopodobnie rodzaje: Climacodon, Steccherinum;
          - rodzina Oliveoniaceae (prawdopodobnie)
          - rodzina Tulasnellaceae Juel (prawdopodobnie) zawierająca rodzaje: Metabourdotia, Pseudotulasnella, Tulasnella;
          - rodzaj Ramariopsis;

        - rząd Corticiales K.-H. Larsson 
          - rodzina Corticiaceae Herter zawierająca rodzaje: Corticium, Cotylidea, Hyphoderma, Punctularia, Radulum, Vuilleminia;

        - rząd Gloeophyllales R.G. Thorn 
          - rodzina Boreostereaceae zawierająca rodzaje: Boreostereum, Veluticeps;
          - rodzina Gloeophyllaceae zawierająca rodzaj Gloeophyllum;
          - rodzaje: Donkioporia, Neolentinus

        - rząd Hymenochaetales Oberw. 
          - rodzina Hymenochaetaceae zawierająca rodzaje: Coltricia, Hymenochaete, Inonotus, Phaeolus, Phellinus, Phylloporia;
          - rodzina Schizoporaceae zawierająca rodzaj Hyphodontia;
          - rodzaj Trichaptum

        - rząd Polyporales Gäum. 
          - rodzina Albatrellaceae
          - rodzina Atheliaceae
          - rodzina Cyphellaceae
          - rodzina Cystostereaceae
          - rodzina Epitheliaceae
          - rodzina Fomitopsidaceae zawierająca rodzaj Fomitopsis;
          - rodzina Ganodermataceae zawierająca rodzaje: Amauroderma, Elfvingia, Ganoderma;
          - rodzina Grammotheleaceae
          - rodzina Hapalopilaceae
          - rodzina Hyphodermataceae zawierająca rodzaj Chrysoderma;
          - rodzina Meripilaceae zawierająca prawdopodobnie rodzaj Abortiporus;
          - rodzina Meruliaceae zawierająca rodzaj Phlebia;
          - rodzina Phanerochaetaceae zawierająca rodzaj Phanerochaete;
          - rodzina Podoscyphaceae
          - rodzina Polyporaceae Fr. ex Corda zawierająca rodzaje: Coriolus, Grifola, Laetiporus, Ochroporus, Piptosporus, Polyporus, Polystictus, Rigidoporus, Xerotus;
          - rodzina Sistotremataceae
          - rodzina Sparassidaceae zawierająca rodzaj Sparassis;
          - rodzina Steccherinaceae
          - rodzina Tubulicrinaceae
          - rodzina Xenasmataceae

        - rząd Russulales Kreisel ex P.M. Kirk et al. 
          - rodzina Aleurodiscaceae Jülich zawierająca rodzaj Aleurodiscus;
          - rodzina Auriscalpiaceae zawierająca rodzaje: Auriscalpium, Gloiodon;
          - rodzina Bondarzewiaceae zawierająca rodzaje: Amylaria, Bondarzewia;
          - rodzina Echinodontiaceae zawierająca rodzaj Echinodontium;
          - rodzina Gloeocystidiellaceae
          - rodzina Hericiaceae zawierająca rodzaje: Clavicorona, Dentipellis, Dentipratulum, Hericium, Stecchericium;
          - rodzina Hybogasteraceae
          - rodzina Lachnocladiaceae zawierająca rodzaje: Asterostroma, Lachnocladium, Scytinostroma, Vararia;
          - rodzina Peniophoraceae zawierająca rodzaj Peniophora;
          - rodzina Russulaceae Lotsy zawierająca rodzaje: Lactarius, Russula;
          - rodzina Stephanosporaceae
          - rodzina Stereaceae zawierająca rodzaje: Acanthobasidium, Stereum;

        - rząd Sebacinales M. Weiß et al. 
          - rodzina Sebacinaceae zawierająca rodzaj Sebacina;
          - rodzaje: Piriformospora, Tremellodendron;

        - rząd Thelephorales Corner ex Oberw. 
          - rodzina Bankeraceae Jülich zawierająca rodzaj Bankera;
          - rodzina Thelephoraceae zawierająca rodzaje: Boletopsis, Caldesiella, Hydnellum, Knieffiella, Phellodon, Polyozellus, Sarcodon, Thelephora, Tomentella;

        - rząd Trechisporales K.-H. Larsson zawierający rodzaje Porpomyces, Sistotremastrum, Trechispora;

      - klasa Dacrymycetes Doweld 
        - rząd Dacrymycetales Henn. 
          - rodzina Dacrymycetaceae zawierająca rodzaje: Calocera, Dacrymyces, Guepiniopsis;
          - rodzina Cerinomycetaceae

      - klasa Tremellomycetes Doweld 
        - rząd Cystofilobasidiales Fell et al. 
          - rodzina Cystofilobasidiaceae zawierająca rodzaj Cystofilobasidium;
          - rodzaje: Itersonilia, Mrakia

        - rząd Filobasidiales Jülich 
          - rodzina Filobasidiaceae zawierająca rodzaj Filobasidium;
          - rodzaj Filobasidiella oraz sztuczny rodzaj Cryptococcus;

        - rząd Tremellales Fr. 
          - rodzina Aporpiaceae
          - rodzina Christianseniaceae zawierająca rodzaj Christiansenia;
          - rodzina Exidiaceae
          - rodzina Hyaloriaceae zawierająca rodzaj Hyaloria;
          - rodzina Phragmoxenidiaceae
          - rodzina Rhynchogastremataceae
          - rodzina Sirobasidiaceae zawierająca rodzaj Sirobasidium;
          - rodzina Syzygosporaceae
          - rodzina Tetragoniomycetaceae
          - rodzina Tremellaceae zawierająca rodzaje: Ductifera, Heterochaete, Phlogiotis, Pseudohydnum, Tremella;
          - rodzina Tremellodendropsidaceae
          - rodzaj (sztuczny) Trichosporon;

    - podgromada Pucciniomycotina R. Bauer et al. 
      - klasa Agaricostilbomycetes R. Bauer et al. 
        - rząd Agaricostilbales Oberwinkler & R. Bauer
          - rodzina Agaricostilbaceae Oberwinkler & R. Bauer zawierająca rodzaj Agaricostilbum;
          - rodzina Chionosphaeraceae zawierająca rodzaj Chionosphaera;

        - rząd Spiculogloeales R. Bauer et al. zawierający rodzaje: Mycogloea, Spiculogloea;

      - klasa Atractiellomycetes R. Bauer et al. 
        - rząd Atractiellales Oberwinkler & Bandoni
          - rodzina Atractogloeaceae
          - rodzina Hoehnelomycetaceae
          - rodzina Phleogenaceae zawierająca rodzaje: Hoehnelomyces, Phleogena;
          - rodzaje: Atractiella, Helicogloea, Saccoblastia;

      - klasa Classiculomycetes R. Bauer et al. 
        - rząd Classiculales R. Bauer et al. zawierający rodzaje: Classicula, Jaculispora;

      - klasa Cryptomycocolacomycetes R. Bauer et al. 
        - rząd Cryptomycocolacales Oberwinkler & R. Bauer
          - rodzina Cryptomycocolacaceae Oberwinkler & R. Bauer zawierająca rodzaj Cryptomycocolax;
          - rodzaj Colacosiphon;

      - klasa Cystobasidiomycetes R. Bauer et al. 
        - rząd Cystobasidiales R. Bauer et al. zawierający rodzaje: Cystobasidium, Occultifur;
        - rząd Erythrobasidiales R. Bauer et al. zawierający rodzaj Bannoa oraz sztuczny rodzaj Erythrobasidium;
        - rząd Naohideales R. Bauer et al. zawierający rodzaj Naohidea;
        - rodzaje: Cyrenella, Sakaguchia;

      - klasa Microbotryomycetes R. Bauer et al. 
        - rząd Heterogastridiales Oberw. et al.
          - rodzina Heterogastridiaceae Oberwinkler & R. Bauer zawierająca rodzaj Heterogastridium;

        - rząd Leucosporidiales J.P. Samp. et al. zawierający rodzaje: Leucosporidiella, Leucosporidium, Mastigobasidium;
        - rząd Microbotryales R. Bauer & Oberwinkler
          - rodzina Microbotryaceae R.T. Moore zawierająca rodzaj Microbotryum;
          - rodzina Ustilentylomataceae zawierająca rodzaj Ustilentyloma;

        - rząd Sporidiobolales J.P. Samp. et al.
          - rodzina Sporidiobolaceae R.T. Moore zawierająca rodzaj Sporidiobolus;
          - rodzina Sporobolomycetaceae (sztuczna) zawierająca sztuczny rodzaj Sporobolomyces;
          - rodzaj Rhodosporidium oraz sztuczny rodzaj Rhodotorula;

        - rodzaje: Camptobasidium, Colacogloea, Atractocolax, Krieglsteinera;

      - klasa Mixiomycetes R. Bauer et al. 
        - rząd Mixiales R. Bauer et al.
          - rodzina Mixiaceae C.L. Kramer zawierająca rodzaj Mixia;

      - klasa Pucciniomycetes R. Bauer et al. 
        - rząd Helicobasidiales R. Bauer et al. zawierający rodzaje: Helicobasidium, Tuberculina;
        - rząd Pachnocybales R. Bauer et al.
          - rodzina Pachnocybaceae zawierająca rodzaj Pachnocybe;

        - rząd Platygloeales R.T. Moore
          - rodzina Platygloeaceae Racib. zawierająca rodzaje: Kriegeria, Platygloea;
          - rodzaj Eocronartium;

        - rząd Pucciniales Clem. & Shear
          - rodzina Chaconiaceae
          - rodzina Coleosporiaceae
          - rodzina Cronartiaceae
          - rodzina Melampsoraceae zawierająca rodzaje: Aplospora, Cerotelium, Chaconia, Chrysomyxa, Coleosporium, Cronartium, Melampsora, Nothoravenelia, Ochrospora, Olivea;
          - rodzina Mikronegeriaceae
          - rodzina Phakopsoraceae
          - rodzina Phragmidiaceae zawierająca rodzaje: Frommea, Gerwasia, Hamaspora, Kuehneola, Phragmidium, Trachyspora, Triphragmium, Xenodochus;
          - rodzina Pileolariaceae
          - rodzina Pucciniaceae zawierająca rodzaje: Caeoma, Chardoniella, Chrysopsora, Cleptomyces, Coleopuccinia, Cumminsiella, Gymnosporangium, Maravalia, Puccinia, Uromyces, Xenostele, Zaghouania;
          - rodzina Pucciniastraceae zawierająca rodzaje: Hyalopsora, Melampsorella, Melampsoridium, Milesia, Pucciniastrum, Uredinopsis;
          - rodzina Pucciniosiraceae
          - rodzina Raveneliaceae zawierająca rodzaje: Anthomyces, Anthomycetella, Cumminsinia, Cystomyces, Dicheirinia, Diorchidium, Haplophragmium, Lipocystis, Pileolaria, Ravenelia, Sphaenospora, Sphaerophragmium, Spumula, Uromycladium;
          - rodzina Sphaerophragmiaceae
          - rodzina Uncolaceae
          - rodzina Uropyxidaceae

        - rząd Septobasidiales Couch ex Donk
          - rodzina Septobasidiaceae Racib. zawierająca rodzaj Septobasidium;
          - rodzaj Auriculoscypha;

    - podgromada Ustilaginomycotina R. Bauer et al. 
      - klasa Exobasidiomycetes Begerow et al. 
        - rząd Doassansiales R. Bauer & Oberwinkler
          - rodzina Doassansiaceae (Azbukina & Karatygin) R.T. Moore ex P.M. Kirk et al. zawierająca rodzaje: Doassansia, Nannfeldtiomyces;
          - rodzina Melaniellaceae
          - rodzina Rhamphosporaceae zawierająca rodzaj Rhamphospora;

        - rząd Entylomatales R. Bauer & Oberwinkler
          - rodzina Entylomataceae R. Bauer & Oberwinkler zawierająca rodzaj Entyloma;
          - rodzaj Tilletiopsis oraz prawdopodobnie rodzaj Ceraceosorus;

        - rząd Exobasidiales Henn.
          - rodzina Brachybasidiaceae Gäumann zawierająca rodzaj Dicellomyces;
          - rodzina Cryptobasidiaceae Malençon ex Donk
          - rodzina Exobasidiaceae J. Schröt. zawierająca rodzaje: Arcticomyces, Brachybasidium, Exobasidiellum, Exobasidium, Kordyana, Muribasidiospora;
          - rodzina Graphiolaceae Clem. & Shear
          - rodzaj Clinoconidium;

        - rząd Georgefischeriales R. Bauer et al.
          - rodzina Eballistraceae
          - rodzina Georgefischeriaceae R. Bauer et al. zawierająca rodzaj Georgefischeria;
          - rodzina Tilletiariaceae zawierająca rodzaj Tilletiaria;

        - rząd Microstromatales R. Bauer & Oberwinkler
          - rodzina Microstromataceae Jülich zawierająca rodzaj Microstroma;
          - rodzaje : Sympodiomycopsis, Volvocisporium;

        - rząd Tilletiales Kreisel ex R. Bauer & Oberwinkler
          - rodzina Tilletiaceae J. Schröt. zawierająca rodzaje: Conidiosporomyces, Erratomyces, Tilletia;

      - klasa Ustilaginomycetes R. Bauer et al. 
        - rząd Urocystales R. Bauer & Oberwinkler
          - rodzina Urocystaceae Begerow et al. zawierająca rodzaj Urocystis;
          - rodzina Doassansiopsidaceae Begerow et al. zawierająca rodzaj Doassansiopsis;

        - rząd Ustilaginales G. Winter
          - rodzina Anthracoideaceae Denchev
          - rodzina Cintractiaceae Vánky zawierająca rodzaj Cintractia;
          - rodzina Clintamraceae Vánky
          - rodzina Dermatosoraceae Vánky
          - rodzina Farysiaceae Vánky
          - rodzina Geminaginaceae Vánky
          - rodzina Glomosporiaceae Cif.
          - rodzina Melanopsichiaceae Vánky
          - rodzina Melanotaeniaceae zawierająca rodzaj Melanotaenium;
          - rodzina Mycosyringaceae R. Bauer & Oberwinkler
          - rodzina Uleiellaceae Vánky
          - rodzina Ustilaginaceae Tul. & C. Tul. zawierająca rodzaje: Sorosporium, Sphacelotheca, Ustilago;
          - rodzina Websdaneaceae Vánky

        - rodzaj Thecaphora;

      - rząd Malasseziales R.T. Moore (sztuczny) zawierający sztuczny rodzaj Malassezia;

    - klasa Entorrhizomycetes (R. Bauer & Oberw.) Begerow et al. 
      - rząd Entorrhizales R. Bauer & Oberwinkler 
        - rodzina Entorrhizaceae R. Bauer & Oberwinkler zawierająca rodzaj Entorrhiza;

    - klasa Wallemiomycetes Zalar et al. 
      - rząd Wallemiales Zalar et al. zawierający rodzaj Wallemia;

    - rodzaj Hyphobasidiofera;
- gromada Blastocladiomycota Tehler ex T.Y. James 
  - klasa Blastocladiomycetes T.Y. James 
    - rząd Blastocladiales H.E. Petersen 
      - rodzina Blastocladiaceae Petersen zawierająca rodzaje: Allomyces, Blastocladia, Blastocladiella, Blastocladiopsis, Microallomyces;
      - rodzina Catenariaceae Couch zawierająca rodzaje: Catenaria, Catenomyces, Catenophlyctis;
      - rodzina Coelomomycetaceae Couch zawierająca rodzaj Coelomomyces;
      - rodzina Physodermataceae Sparrow zawierająca rodzaje: Physoderma, Urophlyctis;
      - rodzina Sorochytriaceae zawierająca rodzaj Sorochytrium;
- gromada Chytridiomycota von Arx ex M.J. Powell 
  - klasa Chytridiomycetes Cejp ex T. Cavalier-Smith 
    - rząd Chytridiales Cohn 
      - rodzina Chytridiaceae zawierająca rodzaje: Chytridium, Chytriomyces, Obelidium, Phlyctochytrium, Phlyctorhiza, Podochytrium, Polyphagus, Rhizoclosmatium;
      - rodzina Cladochytriaceae zawierająca rodzaje: Amoebochytrium, Cladochytrium, Lacustromyces, Megachytrium, Nowakowskiella, Physocladia, Polychytrium, Septochytrium;
      - rodzina Endochytriaceae zawierająca rodzaje: Allochytridium, Catenochytridium, Endochytrium, Entophlyctis, Nephrochytrium;
      - rodzina Synchytriaceae zawierająca rodzaje: Endodesmidium, Micromyces, Synchytrium;
      - rodzaje: Achlyogeton, Asterophlyctis, Septolpidium oraz prawdopodobnie rodzaj Bicricium;

    - rząd Rhizophydiales Letcher zawierający rodzaje: Batrachochytrium, Boothiomyces, Kappamyces, Rhizophydium, Terramyces;
    - rząd Spizellomycetales D.J.S. Barr 
      - rodzina Spizellomycetaceae zawierająca rodzaje: Gaertneriomyces, Karlingiomyces, Kochiomyces, Powellomyces, Spizellomyces, Triparticalcar;

  - klasa Monoblepharidomycetes J.H. Schaffn. 
    - rząd Monoblepharidales J. Schröt. 
      - rodzina Gonapodyaceae Sparrow zawierająca rodzaj Gonapodya;
      - rodzina Monoblepharidaceae Fischer zawierająca rodzaje: Monoblepharella, Monoblepharis;
      - rodzina Oedogoniomycetaceae Barr zawierająca rodzaj Oedogoniomyces oraz prawdopodobnie rodzaj Harpochytrium;

  - rodzaj Coenomyces;
- gromada Glomeromycota C. Walker & A. Schüßler 
  - klasa Glomeromycetes T. Cavalier-Smith 
    - rząd Archaeosporales C. Walker & A. Schüßler 
      - rodzina Appendicisporaceae zawierająca rodzaj Appendicispora;
      - rodzina Archaeosporaceae J.B. Morton & D. Redecker zawierająca rodzaje: Archaeospora, Intraspora;
      - rodzina Geosiphonaceae zawierająca rodzaj Geosiphon;

    - rząd Diversisporales C. Walker & A. Schüßler 
      - rodzina Acaulosporaceae J.B. Morton & G.L. Benny zawierająca rodzaje: Acaulospora, Kuklospora;
      - rodzina Diversisporaceae C. Walker & A. Schüßler zawierająca rodzaj Diversispora;
      - rodzina Entrophosporaceae zawierająca rodzaj Entrophospora;
      - rodzina Gigasporaceae J.B. Morton & G.L. Benny zawierająca rodzaje: Gigaspora, Scutellospora;
      - rodzina Pacisporaceae C. Walker et al. zawierająca rodzaj Pacispora;

    - rząd Glomerales J.B. Morton & Benny 
      - rodzina Glomeraceae Pirozynski & Dalpé zawierająca rodzaj Glomus;

    - rząd Paraglomerales C. Walker & A. Schüßler 
      - rodzina Paraglomeraceae J.B. Morton & D. Redecker zawierająca rodzaj Paraglomus;

    - rodzaj Glomites;
- gromada Microsporidia (Balbiani) Weiser 
  - klasa Metchnikovellea Weiser 
    - rząd Metchnikovellida Vivier 
      - rodzina Metchnikovellidae Caullery & Mesnil zawierająca rodzaje: Amphiacantha, Amphiamblys, Metchnikovella;

  - klasa Microsporea Levine & Corliss 
    - rząd Microsporida Balbiani 
      - podrząd: Apansporoblastina Tuzet et al.
        - rodzina Caudosporidae Weiser zawierająca rodzaje: Binucleospora, Caudospora, Golbergia, Ringueletium, Scipionospora, Weiseria;
        - rodzina Cougourdellidae Poisson zawierająca rodzaj Cougourdella;
        - rodzina Culicosporellidae J.J. Becnel & T. Fukuda zawierająca rodzaj Culicosporella;
        - rodzina Encephalitozoonidae zawierająca rodzaje: Ciliatosporidium, Encephalitozoon;
        - rodzina Enterocytozoonidae zawierająca rodzaje: Enterocytozoon, Nucleospora;
        - rodzina Mrazekiidae Léger & Hesse zawierająca rodzaje: Jirovecia, Mrazekia;
        - rodzina Nosematidae Labbé zawierająca rodzaje: Hirsutosporos, Ichthyosporidium, Nosema, Wittmannia;
        - rodzina Pereziidae Loubčs et al. zawierająca rodzaje: Ameson, Perezia, Pernicivesicula;
        - rodzina Spraguidae Weissenberg zawierająca rodzaj Spraguea;
        - rodzina Unikaryonidae Sprague zawierająca rodzaje: Microgemma, Nosemoides, Orthosomella, Pleistosporidium, Tetramicra, Unikaryon;

      - podrząd: Pansporoblastina Tuzet et al.
        - rodzina Amblyosporidae Weiser zawierająca rodzaje: Amblyospora, Cristulospora, Edhazardia, Hyalinocysta, Parathelohania;
        - rodzina Burenellidae Jouvenaz & Hazard zawierająca rodzaje: Burenella, Vairimorpha;
        - rodzina Culicosporidae Weiser zawierająca rodzaje: Culicospora, Hazardia;
        - rodzina Duboscqiidae Sprague zawierająca rodzaje: Duboscqia, Trichoduboscqia;
        - rodzina Glugeidae Thélohan zawierająca rodzaje: Baculea, Glugea, Johenrea, Loma, Pleistophora, Vavraia;
        - rodzina Gurleyidae Sprague zawierająca rodzaje: Episeptum, Gurleya, Marssoniella, Norlevinea, Pyrotheca, Stempellia;
        - rodzina Pseudopleistophoridae Sprague zawierająca rodzaje: Octosporea, seudopleistophora;
        - rodzina Telomyxidae Léger & Hesse zawierająca rodzaje: Berwaldia, Neoperezia, Telomyxa oraz prawdopodobnie rodzaj Issia;
        - rodzina Thelohaniidae Hazard & Oldacre zawierająca rodzaje: Agmasoma, Bohuslavia, Chapmanium, Coccospora, Cryptosporina, Helmichia, Heterosporis, Inodosporus, Ormieresia, Pegmatheca, Pilosporella, Spherospora, Systenostrema, Thelohania, Toxoglugea;
        - rodzina Tuzetiidae Sprague zawierająca rodzaje: Alfvenia, Janacekia, Nelliemelba, Tuzetia;

  - klasa Minisporea Cavalier-Smith 
    - rząd Minisporida Sprague 
      - rodzina Burkeidae Sprague Caullery & Mesnil zawierająca rodzaj Burkea;
      - rodzina Buxtehudeidae Larsson Caullery & Mesnil zawierająca rodzaje: Buxtehudea, Jiroveciana;
      - rodzina Chytridiopsidae V. Sprague et al. Caullery & Mesnil zawierająca rodzaje: Chytridiopsis, Nolleria, Steinhausia;
      - rodzina Hesseidae Ormičres & Sprague Caullery & Mesnil zawierająca rodzaj Hessea;

  - rząd Cylindrosporida (prawdopodobnie)
  - rodzaje: Abelspora, Agglomerata, Alloglugea, Anncaliia, Auraspora, Bacillidium, Brachiola, Campanulospora, Canningia, Cylindrospora, Cystosporogenes, Desportesia, Evlachovaia, Flabelliforma, Geusia, Glugoides, Gurleyides, Holobispora, Hrabeyia, Intexta, Kinorhynchospora, Lanatospora, Larssonia, Larssoniella, Merocinta, Microfilum, Nadelspora, Napamichum, Neonosemoides, Nudispora, Octotetraspora, Ordospora, Parapleistophora, Parastempellia, Polydispyrenia, Pulicispora, Rectispora, Resiomeria, Semenovaia, Simuliospora, Striatospora, Tabanispora, Tardivesicula, Toxospora, Trachipleistophora, Trichoctosporea, Trichotuzetia, Tricornia, Vittaforma;
- gromada Neocallimastigomycota M.J. Powell 
  - klasa Neocallimastigomycetes M.J. Powell 
    - rząd Neocallimastigales J.L. Li et al. 
      - rodzina Neocallimastigaceae Li, Heath & Packer
- podgromada Entomophthoromycotina R.A. Humber 
  - rząd Entomophthorales G. Winter 
    - rodzina Ancylistaceae zawierająca rodzaje: Ancylistes, Conidiobolus, Macrobiotophthora;
    - rodzina Completoriaceae zawierająca rodzaj Completoria;
    - rodzina Entomophthoraceae zawierająca rodzaje: Batkoa, Entomophaga, Entomophthora, Erynia, Eryniopsis, Massospora, Strongwellsea, Zoophthora;
    - rodzina Meristacraceae zawierająca rodzaje: Ballocephala, Meristacrum, Zygnemomyces;
    - rodzina Neozygitaceae Ben Ze'ev et al. zawierająca rodzaj Neozygites;
- podgromada Kickxellomycotina Benny 
  - rząd Asellariales Manier ex Manier & Lichtwardt 
    - rodzina Asellariaceae zawierająca rodzaje: Asellaria, Orchesellaria;

  - rząd Dimargaritales R.K. Benjamin
    - rodzina Dimargaritaceae zawierająca rodzaje: Dimargaris, Dispira, Tieghemiomyces oraz prawdopodobnie rodzaj Spinalia;

  - rząd Harpellales Lichtwardt & Manier 
    - rodzina Harpellaceae zawierająca rodzaje: Carouxella, Furculomyces, Harpella, Harpellomyces, Stachylina;
    - rodzina Legeriomycetaceae zawierająca rodzaje: Allantomyces, Austrosmittium, Bojamyces, Capniomyces, Caudomyces, Ejectosporus, Gauthieromyces, Genistelloides, Genistellospora, Glotzia, Graminelloides, Lancisporomyces, Legeriomyces, Orphella, Pteromaktron, Simuliomyces, Smittium, Spartiella, Stipella, Trichozygospora, Zygopolaris;

  - rząd Kickxellales Kreisel, 1969 ex R.K. Benjamin
    - rodzina Kickxellaceae zawierająca rodzaje: Coemansia, Dipsacomyces, Kickxella, Linderina, Martensella, Martensiomyces, Spirodactylon, Spiromyces;
- podgromada Mucoromycotina Benny 
  - rząd Endogonales Moreau ex R.K. Benjamin
    - rodzina Endogonaceae zawierająca rodzaje: Endogone, Peridiospora, Sclerogone, Youngiomyces;

  - rząd Mortierellales T. Cavalier-Smith
    - rodzina Mortierellaceae zawierająca rodzaje: Aquamortierella, Dissophora, Echinosporangium, Micromucor, Modicella, Mortierella, Umbelopsis;

  - rząd Mucorales Fries 
    - rodzina Chaetocladiaceae zawierająca rodzaje: Chaetocladium, Dichotomocladium;
    - rodzina Choanephoraceae zawierająca rodzaje: Blakeslea, Choanephora, Poitrasia;
    - rodzina Cunninghamellaceae zawierająca rodzaj Cunninghamella;
    - rodzina Gilbertellaceae zawierająca rodzaj Gilbertella;
    - rodzina Mucoraceae
      - grupa rodzajów Absidia zawierająca rodzaje: Absidia, Chlamydoabsidia, Gongronella, Halteromyces;
      - grupa rodzajów Mucor zawierająca rodzaje: Actinomucor, Circinella, Mucor, Parasitella, Rhizomucor, Thermomucor, Zygorhynchus;
      - grupa rodzajów Rhizopus zawierająca rodzaje: Amylomyces, Rhizopodopsis, Rhizopus;
      - grupa rodzajów Sporodinia zawierająca rodzaje: Spinellus, Sporodiniella, Syzygites;
      - rodzaje: Apophysomyces, Hyphomucor, Protomycocladus;

    - rodzina Mycotyphaceae zawierająca rodzaje: Benjaminiella, Mycotypha;
    - rodzina Pilobolaceae zawierająca rodzaje: Pilaira, Pilobolus, Utharomyces;
    - rodzina Phycomycetaceae zawierająca rodzaj Phycomyces;
    - rodzina Radiomycetaceae zawierająca rodzaje: Hesseltinella, Radiomyces;
    - rodzina Saksenaeaceae zawierająca rodzaj Saksenaea;
    - rodzina Syncephalastraceae zawierająca rodzaj Syncephalastrum;
    - rodzina Thamnidiaceae zawierająca rodzaje: Backusella, Cokeromyces, Dicranophora, Ellisomyces, Fennellomyces, Helicostylum, Kirkomyces, Phascolomyces, Thamnidium, Thamnostylum, Zychaea;
- podgromada Zoopagomycotina Benny 
  - rząd Zoopagales Bessey ex R.K. Benjamin
    - rodzina Cochlonemataceae zawierająca rodzaje: Amoebophilus, Aplectosoma, Cochlonema, Endocochlus, Euryancale;
    - rodzina Helicocephalidaceae zawierająca rodzaje: Helicocephalum, Rhopalomyces;
    - rodzina Piptocephalidaceae zawierająca rodzaje: Kuzuhaea, Piptocephalis, Syncephalis;
    - rodzina Sigmoideomycetaceae zawierająca rodzaje: Reticulocephalis, Sigmoideomyces, Thamnocephalis;
    - rodzina Zoopagaceae zawierająca rodzaje: Acaulopage, Bdellospora, Cystopage, Stylopage, Zoopage, Zoophagus;
- rodzina Basidiobolaceae zawierająca rodzaj Basidiobolus;
- rodzina Olpidiaceae Schroeter zawierająca rodzaje: Caulochytrium, Olpidium, Rhizophlyctis , Rozella;
- rodzaj Xenosoma;
- grupa grzybów anamorficznych zawierająca rodzaje: Acremonium, Acrosporium, Brettanomyces, Cephalotrichum, Cercospora, Chrysosporium, Conoplea, Cyclothyrium, Drechslera, Exophiala, Fellomyces, Fusarium, Geniculosporium, Geotrichum, Gliocladium, Helicoma, Helicomyces, Helicoon, Helicoön, Helicosporium, Histoplasma, Malbranchea, Microsporum, Monilia, Monosporium, Nodulisporium, Oidiodendron, Paecilomyces, Rhabdospora, Scopulariopsis, Sporothrix, Stagonospora, Tetrachaetum, Torula, Trichophyton, Trimmatostroma, Tubakia, Verticicladium, Wardomyces, Xenosporium, Xylohypha.

Klasyfikacja przedstawia stan na 2009 r. Od tego czasu uległa znacznej zmianie i jest nieaktualna. 